# Panzerwaffe
Panzerwaffe (z jęz. niem. siły pancerne) – niemieckie określenie na wojska pancerne stosowane od czasów I wojny światowej.

## Historia Panzerwaffe

### I wojna światowa
W związku z pojawieniem się czołgów na polu walki (1916, bitwa nad Sommą) niemieckie naczelne dowództwo postanowiło wprowadzić na uzbrojenie armii cesarskiej własny typ czołgu. W tym celu w listopadzie 1916 roku powołano specjalną komisję –Algemeine Kriegsdepartment 7 Abteilung Verkehrwesen (7 Departament Wojny Urząd Uzbrojenia) pod kierownictwem J. Vollmera. Pod koniec października 1917 gotowy był pierwszy czołg o nazwie A7V. Czołgi te wzięły udział w ofensywie niemieckiej na zachodzie w 1918 roku.

### Okres międzywojenny
Na mocy traktatu wersalskiego Niemcy nie mogli posiadać własnych sił pancernych. Jednakże omijali ten zakaz.

## Organizacja Panzerwaffe (1918–1945)

### Ordre de bataille jednostek Panzerwaffe oraz ich etat w 1918 r.
W czasie I wojny światowej Niemcy wystawili następujące jednostki pancerne:
- 1 Sturmpanzer Abteilung
- 2 Sturmpanzer Abteilung
- 3 Sturmpanzer Abteilung
- 4 Sturmpanzer Abteilung
- 5 Sturmpanzer Abteilung
- 6 Sturmpanzer Abteilung
- 7 Sturmpanzer Abteilung
- 8 Sturmpanzer Abteilung

Każdy Abteilung (batalion) powinien składać się z:
- 5 czołgów,
- 10 samochodów ciężarowych,
- 2 samochodów osobowych,
- motocykla,
- kuchni polowej.

Razem dawało to 140 żołnierzy (w tym 5 oficerów).
Tylko 3 pierwsze jednostki wyposażono w czołgi rodzimej produkcji (tzn. A7V). Pozostałe uzbrojono w zdobyczne brytyjskie Mark IV i Mark A Whippet.

### Ordre de bataille jednostek Panzerwaffe w II wojnie światowej

#### Bataliony czołgów ciężkich
- 501 batalion czołgów ciężkich
- 502 batalion czołgów ciężkich
- 503 batalion czołgów ciężkich
- 504 batalion czołgów ciężkich
- 505 batalion czołgów ciężkich
- 506 batalion czołgów ciężkich
- 507 batalion czołgów ciężkich
- 509 batalion czołgów ciężkich
- 510 batalion czołgów ciężkich
- 511 batalion czołgów ciężkich
- 101 batalion czołgów ciężkich SS
- 102 batalion czołgów ciężkich SS
- 502 batalion czołgów ciężkich SS
- 503 batalion czołgów ciężkich SS

#### Brygady zmotoryzowane i grenadierów pancernych SS
- 1 Brygada Zmotoryzowana SS
- 2 Brygada Zmotoryzowana SS
- 49 Brygada Grenadierów Pancernych SS
- 51 Brygada Grenadierów Pancernych SS

#### Brygady pancerne
- Brygada Pancerna Norwegen
- 10 Brygada Pancerna (III Rzesza)
- 18 Brygada Pancerna (III Rzesza)
- 21 Brygada Pancerna (III Rzesza)
- 92 Brygada Pancerna
- 100 Brygada Pancerna
- 101 Brygada Pancerna
- 102 Brygada Pancerna
- 103 Brygada Pancerna
- 104 Brygada Pancerna
- 105 Brygada Pancerna
- 106 Brygada Pancerna
- 107 Brygada Pancerna
- 108 Brygada Pancerna
- 109 Brygada Pancerna
- 110 Brygada Pancerna
- 111 Brygada Pancerna
- 112 Brygada Pancerna
- 113 Brygada Pancerna
- 114 Brygada Pancerna
- 115 Brygada Pancerna
- 150 Brygada Pancerna

#### Dywizje pancerne
- Dywizja Pancerna Kempf
- 1 Dywizja Pancerna (III Rzesza)
- 2 Dywizja Pancerna (III Rzesza)
- 3 Dywizja Pancerna (III Rzesza)
- 4 Dywizja Pancerna (III Rzesza)
- 5 Dywizja Pancerna (III Rzesza)
- 6 Dywizja Pancerna (III Rzesza)
- 7 Dywizja Pancerna (III Rzesza)
- 8 Dywizja Pancerna (III Rzesza)
- 9 Dywizja Pancerna (III Rzesza)
- 10 Dywizja Pancerna (III Rzesza)
- 11 Dywizja Pancerna (III Rzesza)
- 12 Dywizja Pancerna (III Rzesza)
- 13 Dywizja Pancerna (III Rzesza)
- 14 Dywizja Pancerna (III Rzesza)
- 15 Dywizja Pancerna (III Rzesza)
- 16 Dywizja Pancerna (III Rzesza)
- 17 Dywizja Pancerna (III Rzesza)
- 18 Dywizja Pancerna (III Rzesza)
- 19 Dywizja Pancerna (III Rzesza)
- 20 Dywizja Pancerna (III Rzesza)
- 21 Dywizja Pancerna (III Rzesza)
- 22 Dywizja Pancerna (III Rzesza)
- 23 Dywizja Pancerna
- 24 Dywizja Pancerna
- 25 Dywizja Pancerna (III Rzesza)
- 26 Dywizja Pancerna (III Rzesza)
- 27 Dywizja Pancerna (III Rzesza)
- 116 Dywizja Pancerna
- 155 Rezerwowa Dywizja Pancerna (III Rzesza)
- 178 Zapasowa Dywizja Pancerna (III Rzesza)
- 179 Rezerwowa Dywizja Pancerna (III Rzesza)
- 232 Dywizja Pancerna (III Rzesza)
- 233 Rezerwowa Dywizja Pancerna (III Rzesza)
- 273 Rezerwowa Dywizja Pancerna (III Rzesza)
- Dywizja Pancerna Clausewitz
- Dywizja Pancerna „Feldherrnhalle”
- Dywizja Pancerna Feldherrnhalle 2
- Dywizja Pancerna Holstein
- Dywizja Pancerna Jüterbog
- Dywizja Pancerna Kurmark
- Dywizja Panzer Lehr
- Dywizja Pancerna Müncheberg
- Dywizja Pancerna Norwegen
- Dywizja Pancerna Schlesien
- Dywizja Pancerna Tatra

#### Lekkie dywizje pancerne
- 1 Dywizja Lekka
- 2 Dywizja Lekka
- 3 Dywizja Lekka
- 4 Dywizja Lekka
- 5 Dywizja Lekka

#### Dywizje grenadierów pancernych
- Dywizja Grenadierów Pancernych Grossdeutschland
- Dywizja Grenadierów Pancernych Brandenburg
- Dywizja Grenadierów Pancernych Kurmark
- Dywizja Grenadierów Pancernych Führera
- Dywizja Grenadierów Pancernych Führer-Begleit
- 3 Dywizja Grenadierów Pancernych
- 10 Dywizja Grenadierów Pancernych
- 15 Dywizja Grenadierów Pancernych
- 16 Dywizja Grenadierów Pancernych
- 18 Dywizja Grenadierów Pancernych
- 20 Dywizja Grenadierów Pancernych
- 25 Dywizja Grenadierów Pancernych
- 29 Dywizja Grenadierów Pancernych
- 90 Dywizja Grenadierów Pancernych (pierwotnie 90 Dywizja Lekka)
- 233 Rezerwowa Dywizja Grenadierów Pancernych

#### Dywizje pancerne SS
- SS-Verfüngungstruppe-Division
- 1 Dywizja Pancerna SS Leibstandarte SS Adolf Hitler
- 2 Dywizja Pancerna SS Das Reich
- 3 Dywizja Pancerna SS Totenkopf
- 5 Dywizja Pancerna SS Wiking
- 9 Dywizja Pancerna SS Hohenstaufen
- 10 Dywizja Pancerna SS Frundsberg
- 12 Dywizja Pancerna SS Hitlerjugend

#### Dywizje grenadierów pancernych SS
- 4 Dywizja Grenadierów Pancernych SS „Polizei”
- 11 Ochotnicza Dywizja Grenadierów Pancernych SS „Nordland”
- 16 Dywizja Grenadierów Pancernych SS „Reichsführer SS”
- 17 Dywizja Grenadierów Pancernych SS „Götz von Berlichingen”
- 18 Ochotnicza Dywizja Grenadierów Pancernych SS „Horst Wessel”
- 23 Dywizja Grenadierów Pancernych SS „Nederland”
- 27 Ochotnicza Dywizja Grenadierów Pancernych SS (1 flamandzka) „Langemarck”
- 28 Ochotnicza Dywizja Grenadierów Pancernych SS (1 walońska) „Wallonien”

Uwaga: dywizje pancerne SS pierwotnie były jednostkami zmotoryzowanymi/grenadierów pancernych. Przekształcanie tych jednostek w dywizje pancerne rozpoczęto w 1943/44 r.

### Etaty w jednostkach Panzerwaffe w latach 1935–1945
Niemiecka dywizja pancerna 1935–1940:
- Brygada pancerna- 2 pułki czołgów po dwa bataliony
- Brygada piechoty zmotoryzowanej – batalion motocyklistów, pułk strzelców, pułk artylerii, bataliony: rozpoznawczy, artylerii przeciwlotniczej i saperów; służby (saperzy itp.)

Niemiecka dywizja pancerna po 1941:
- pułk czołgów (2 bataliony po 3 kompanie)
- brygada piechoty:
  - 2 pułki strzelców,
  - pułk artylerii,
  - bataliony: motocyklowy, artylerii przeciwlotniczej, rozpoznawczy, niszczycieli czołgów, saperów,
  - służby dywizyjne.

Niemiecka dywizja lekka, 1939:
- batalion czołgów,
- pułk lub dywizjon rozpoznawczy,
- pułku artylerii,
- batalion przeciwpancerny,
- batalion saperów,
- kompania łączności,
- służby.

Razem: 332 oficerów, 10335 szeregowych i 333 urzędników.
Niemiecka dywizja grenadierów pancernych, 1943:
- 2 pułki grenadierów pancernych,
- batalion czołgów/dział szturmowych,
- batalion artylerii zmotoryzowanej,
- batalion niszczycieli czołgów,
- batalion artylerii przeciwlotniczej,
- batalion saperów,
- służby dywizyjne.

Dywizja pancerna Waffen SS, 1944:
- pułk pancerny,
- 2 pułki grenadierów pancernych,
- kompania transporterów opancerzonych,
- batalion rozpoznawczy,
- batalion niszczycieli czołgów,
- pancerny batalion saperów,
- pułk artylerii,
- służby.

Razem: 18548 ludzi, 152 czołgi, 49 dział samobieżnych.
Niemiecka brygada pancerna, 1943:
- sztab,
- batalion czołgów (3 kompanie),
- 2 pułki grenadierów pancernych,
- pułk artylerii,
- służby.

Niemiecka brygada dział szturmowych, 1944:
- dowództwo,
- 3 baterie dział szturmowych,
- kompania grenadierów,
- pluton saperów,
- służby.

Niemiecki batalion czołgów ciężkich, 1944:
- sztab,
- kompania sztabowa,
- kompania zaopatrzenia,
- kompania warsztatowa,
- 3 kompanie czołgów.

Razem: 39 oficerów, 230 podoficerów, 496 szeregowych.

## Galerie

### Galeria dowódców

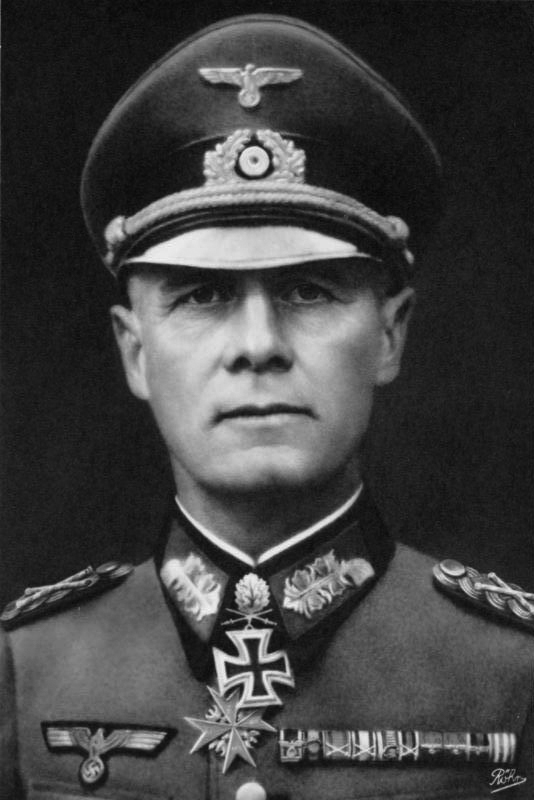
Erwin Rommel
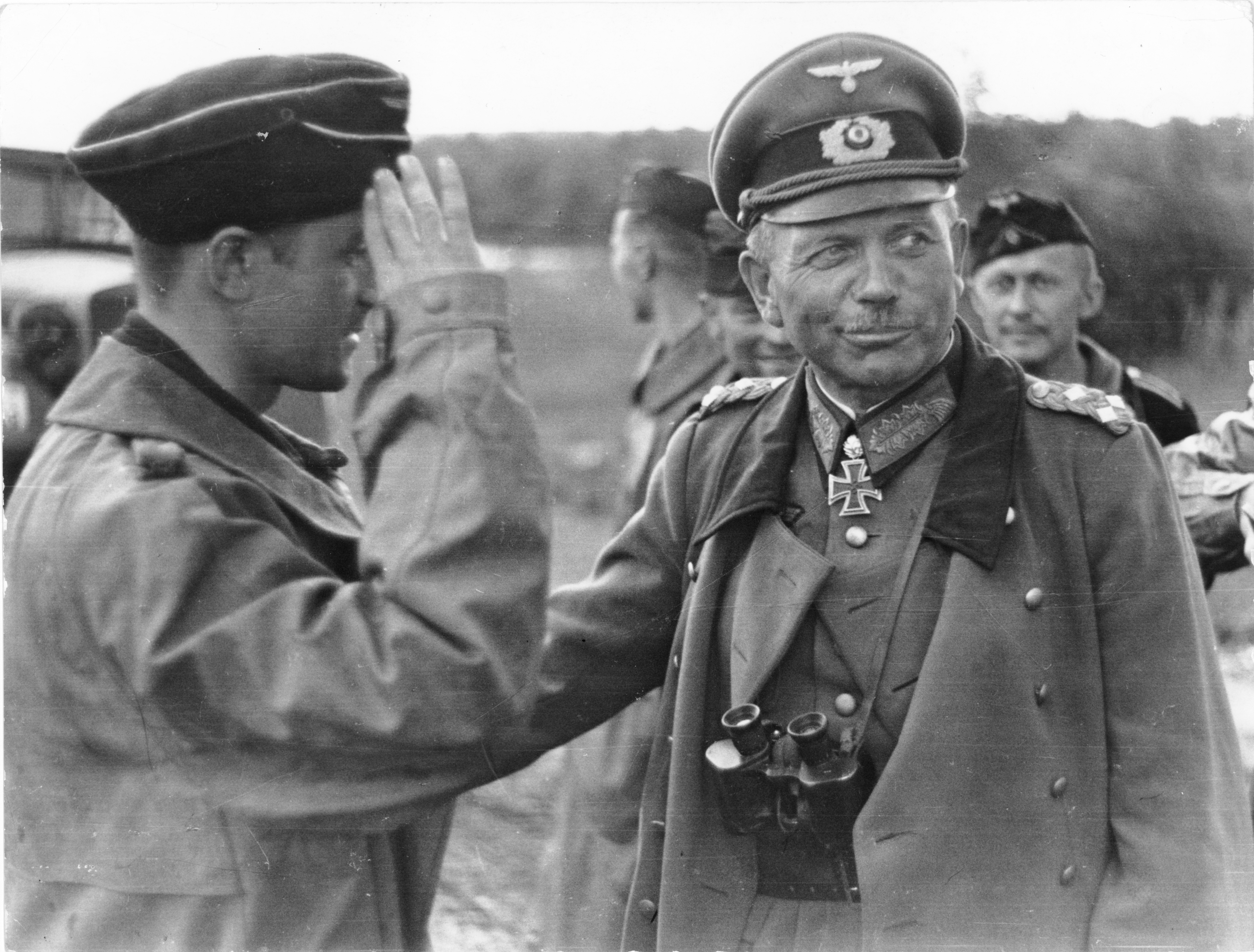
Heinz Guderian
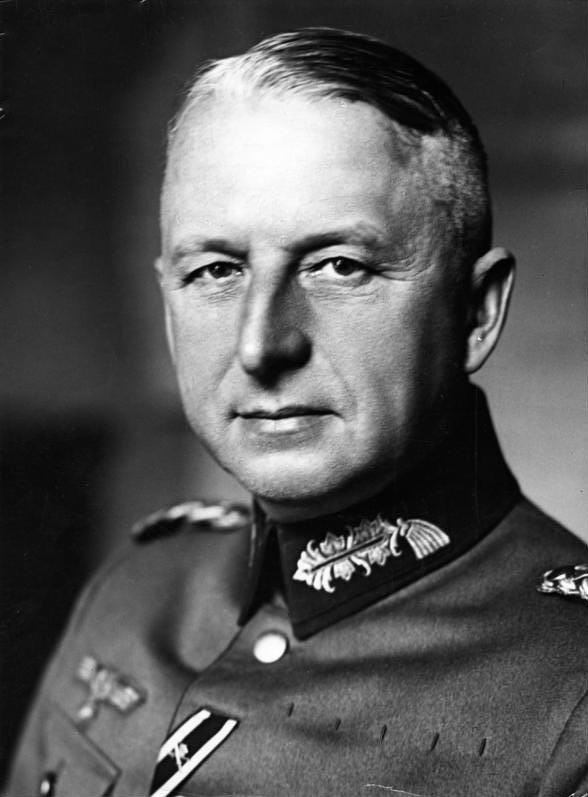
Erich von Manstein
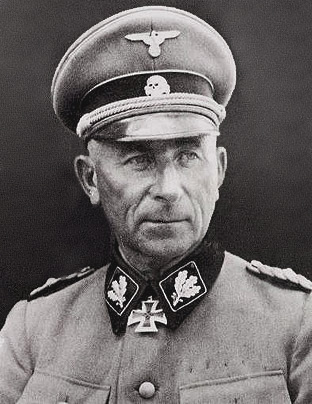
Paul Hausser
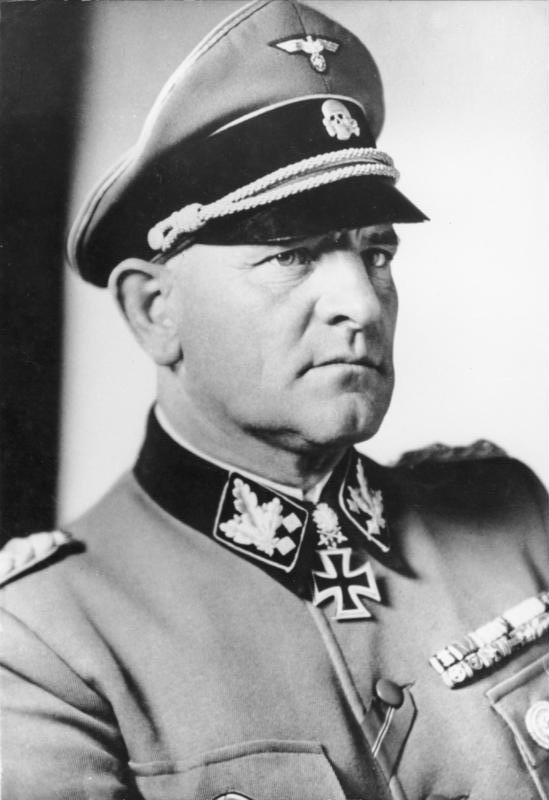
Josef „Sepp” Dietrich
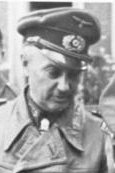
Walter Model
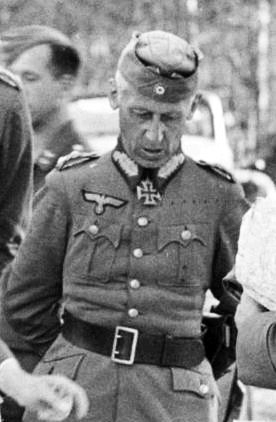
Hermann Hoth
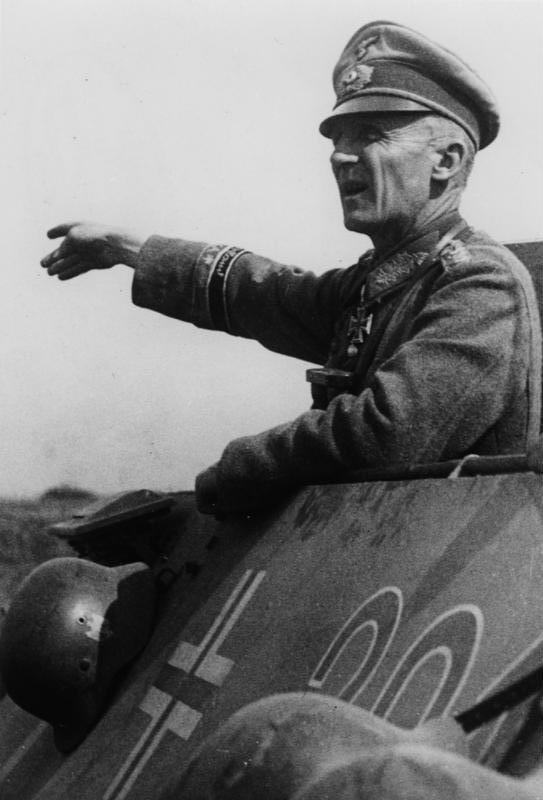
Hasso von Manteuffel
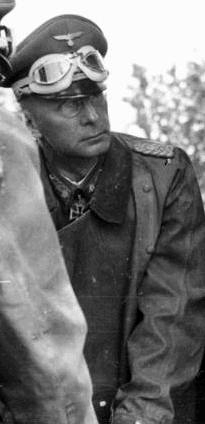
Georg-Hans Reinhardt
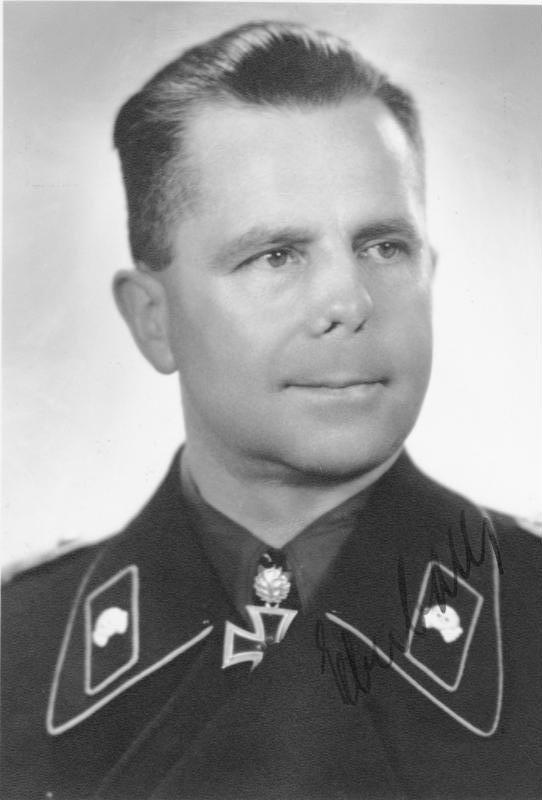
Heinrich Eberbach
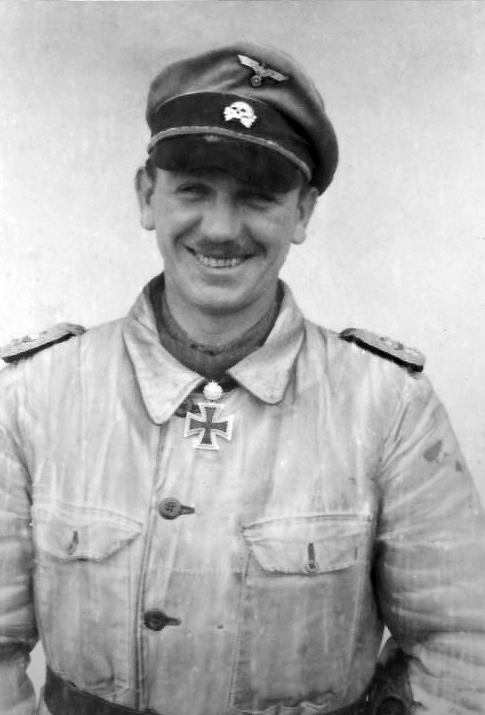
Kurt Meyer
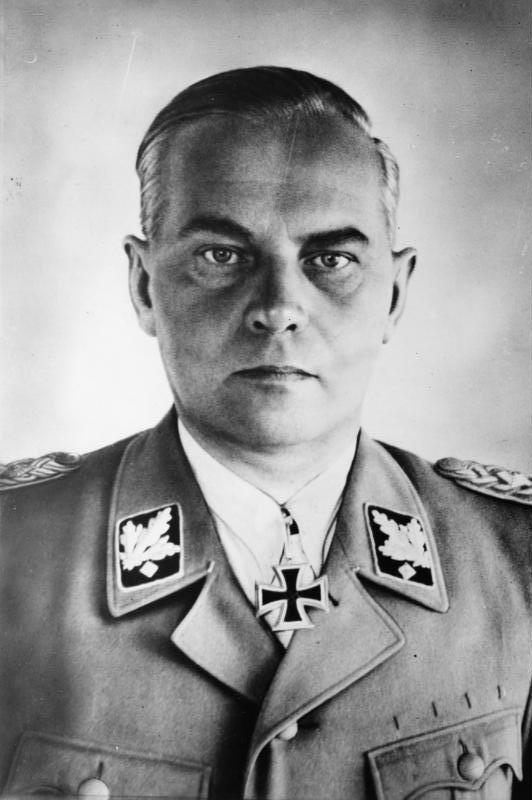
Felix Steiner
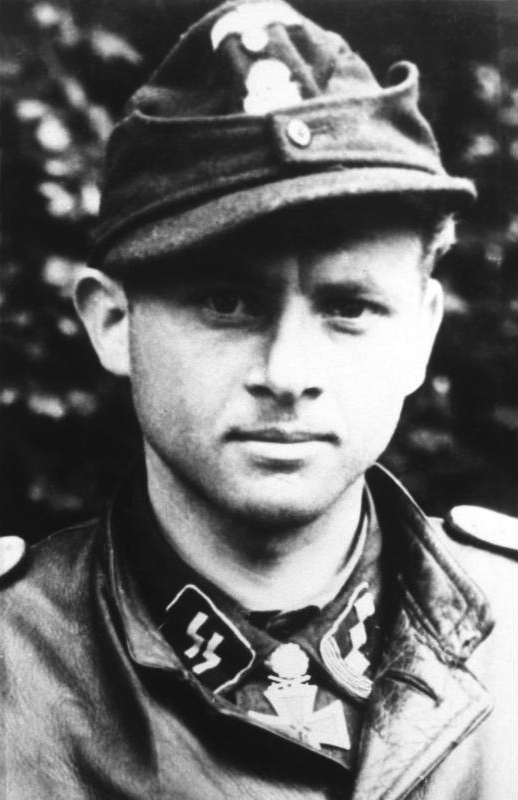
Michael Wittmann
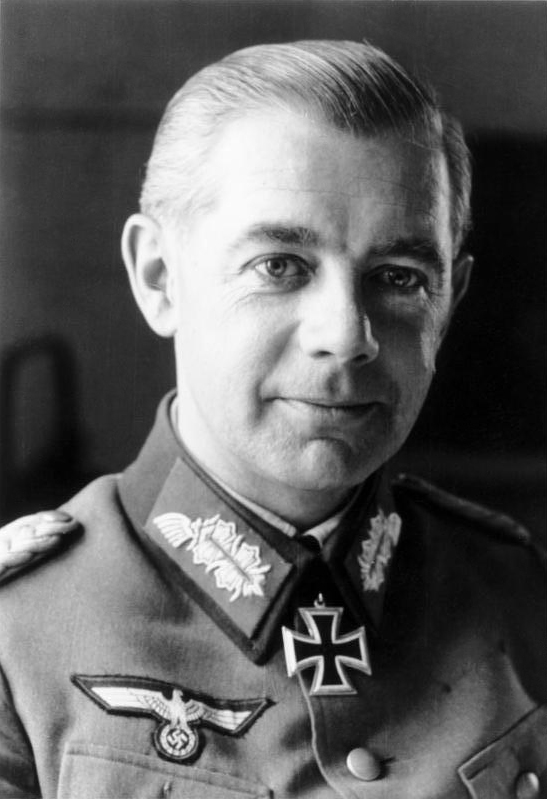
Walther Wenck
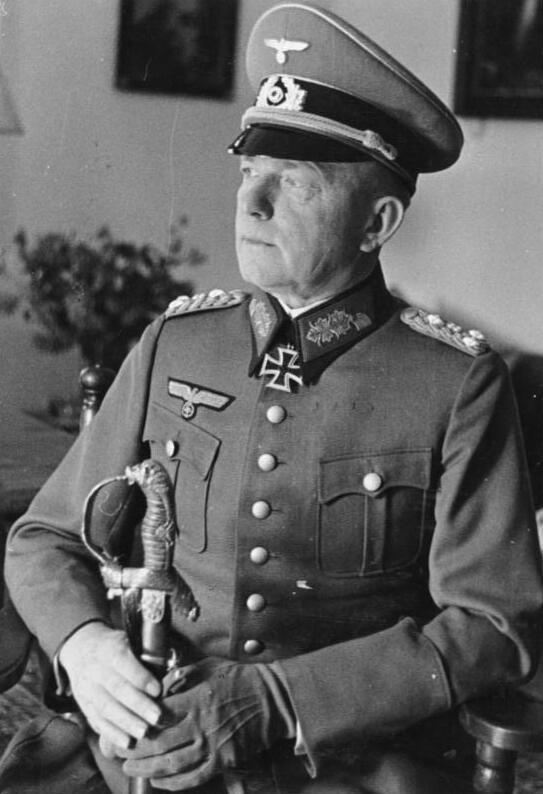
Paul Ludwig Ewald von Kleist
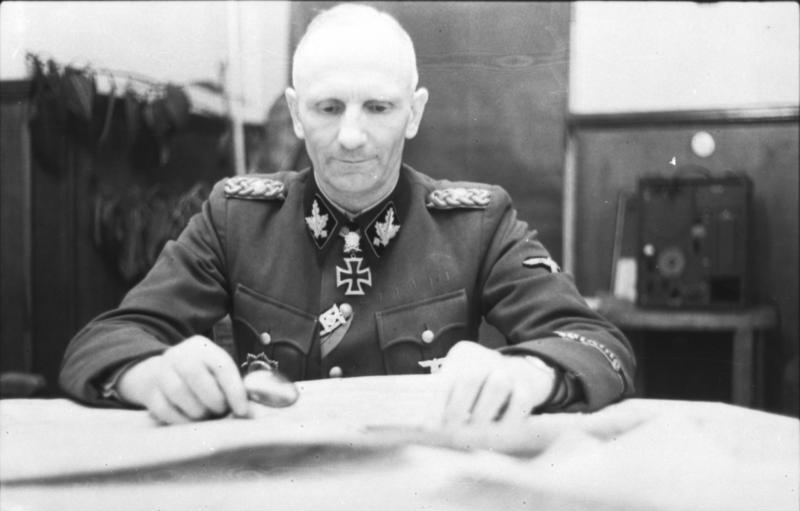
Herbert Otto Gille

### Wozy bojowe Panzerwaffe (1917–2010)

#### Czołgi

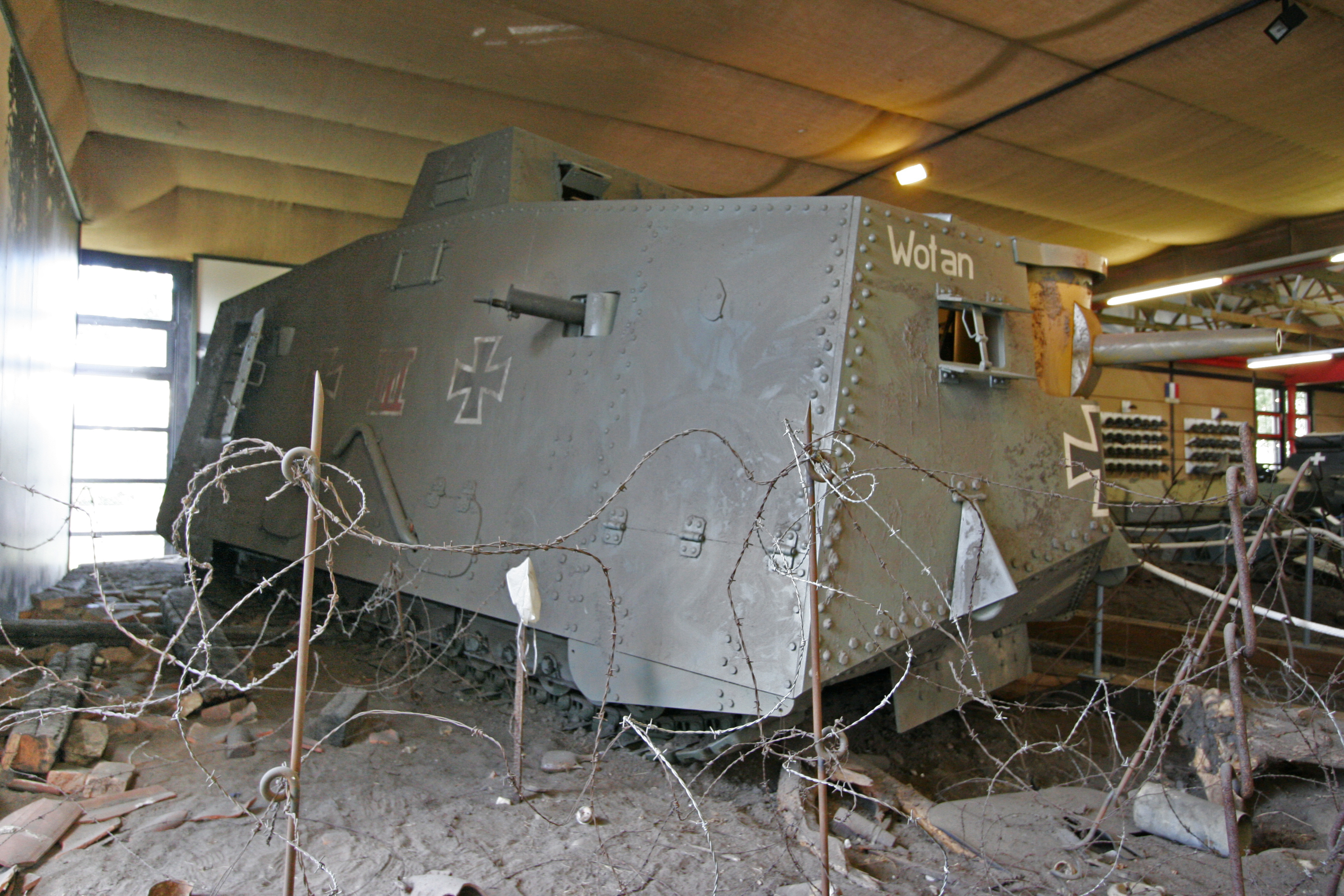
A7V
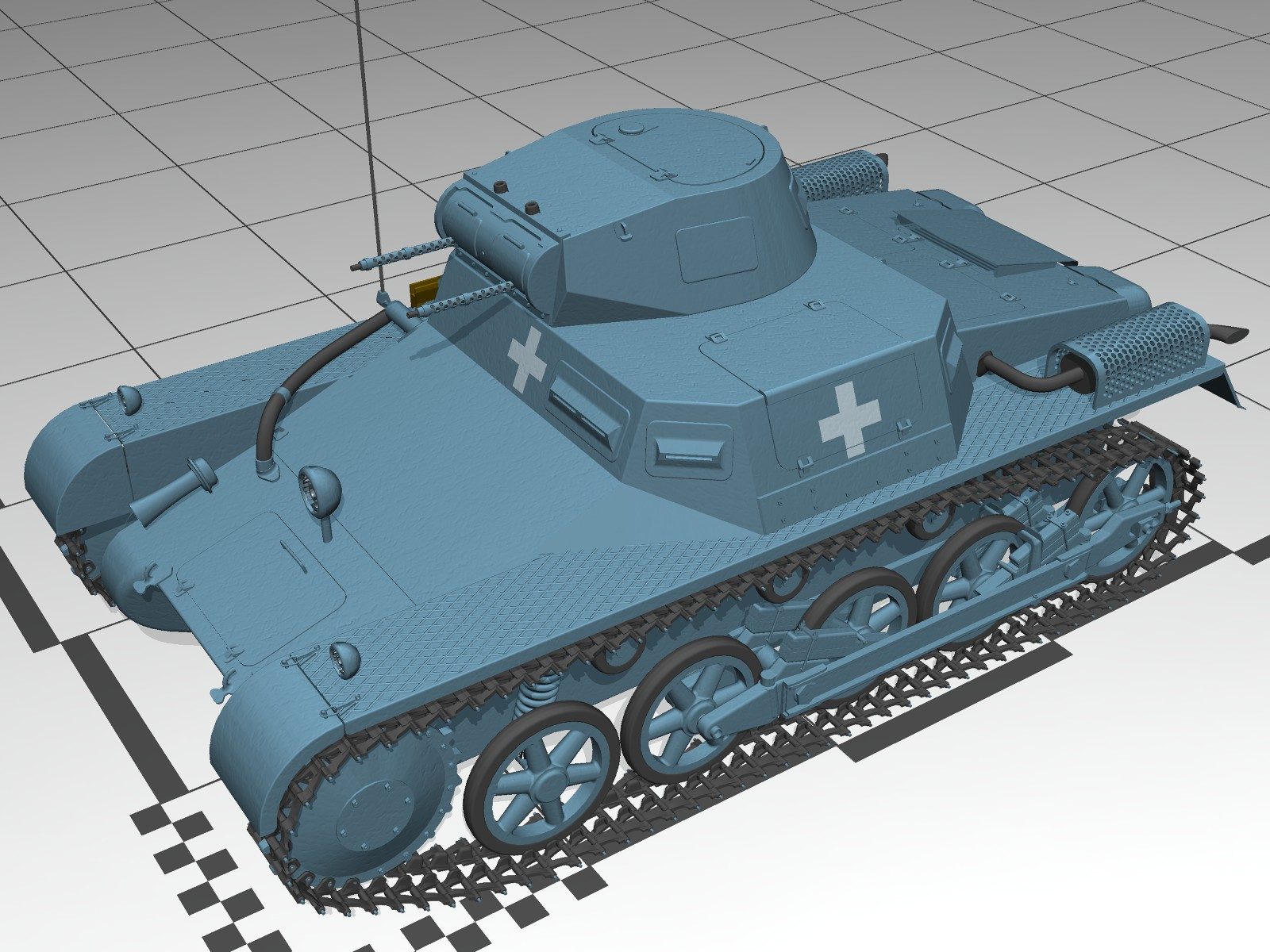
PzKpfw I
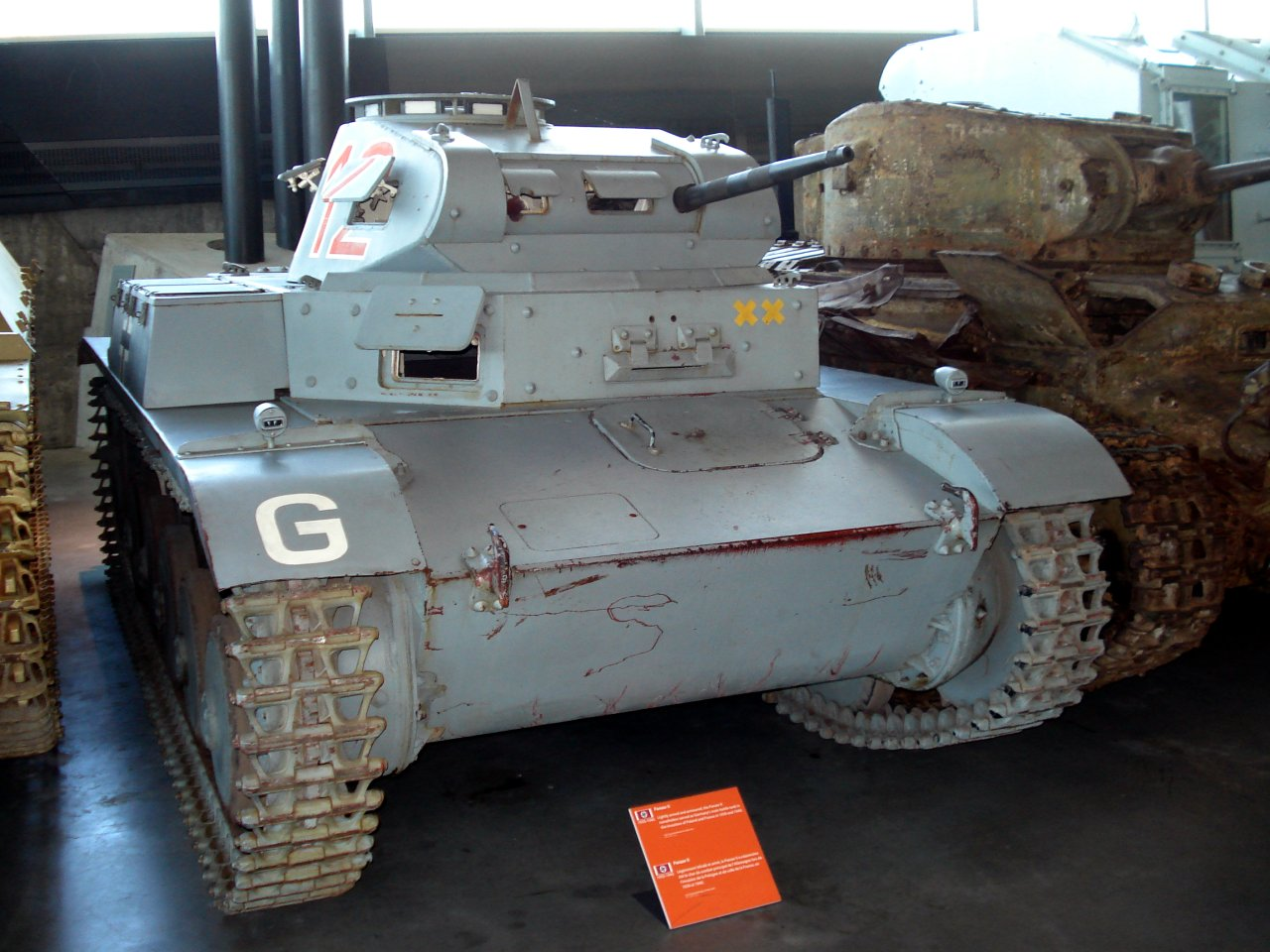
PzKpfw II
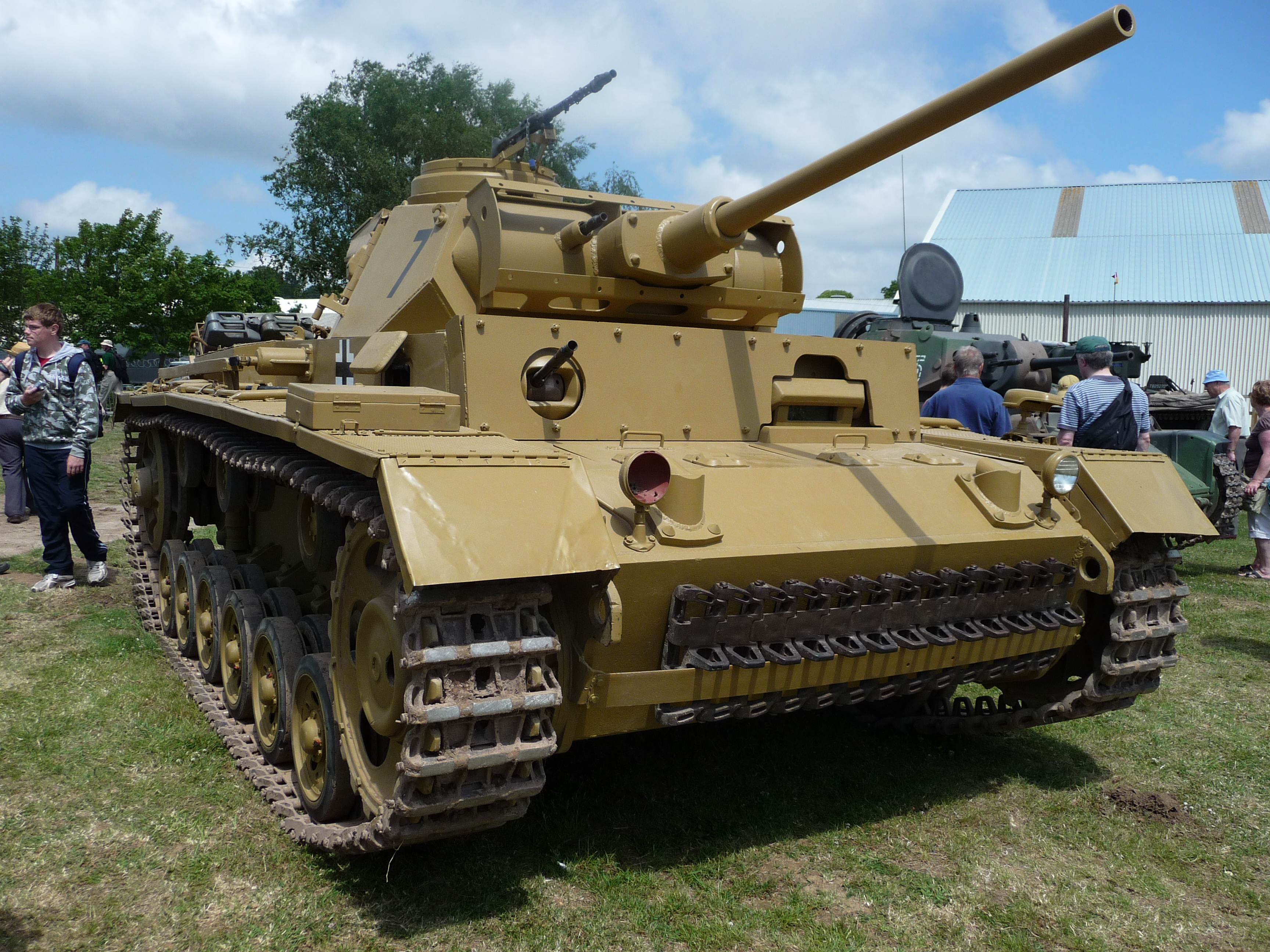
PzKpfw III
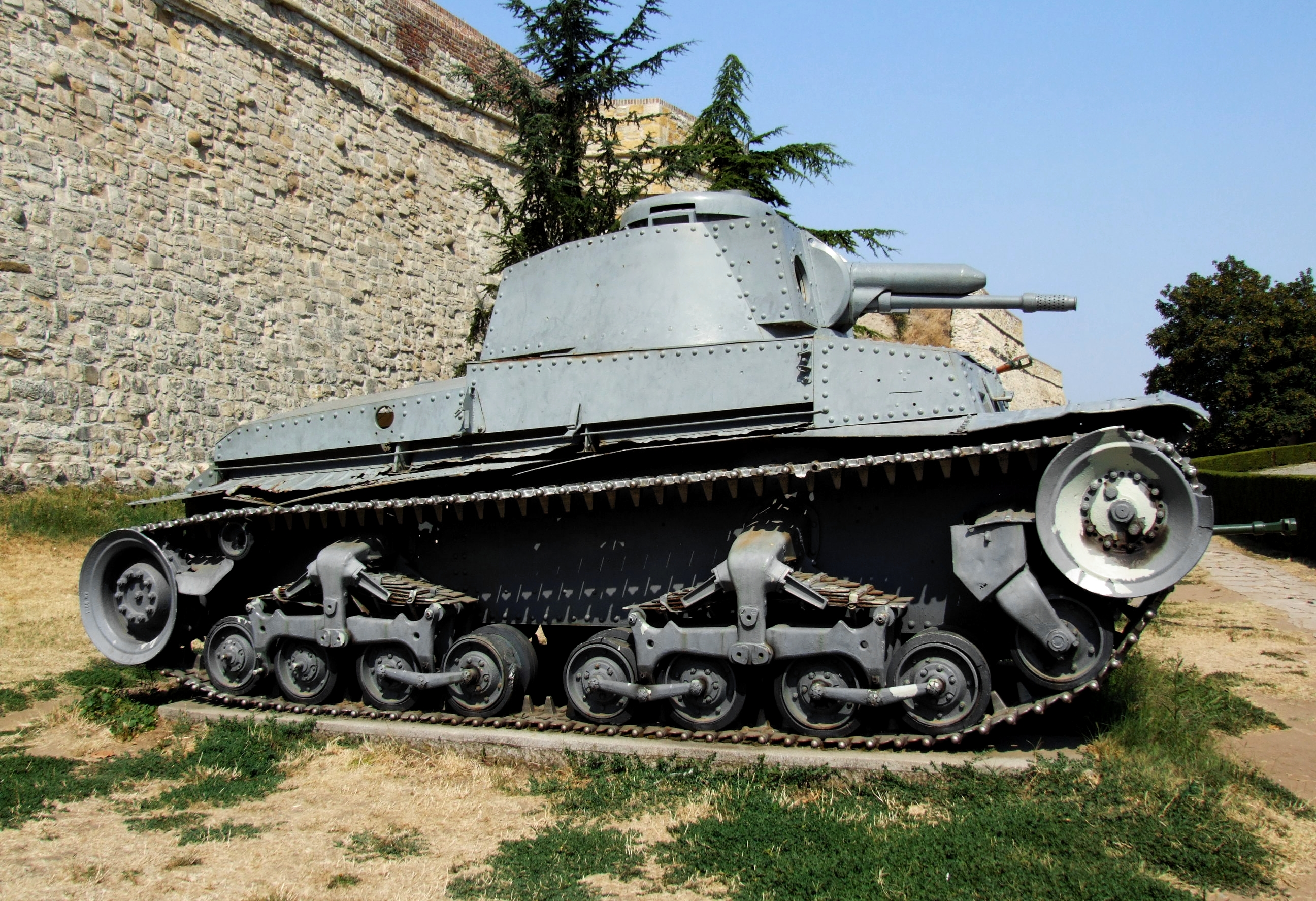
PzKpfw 35(t)
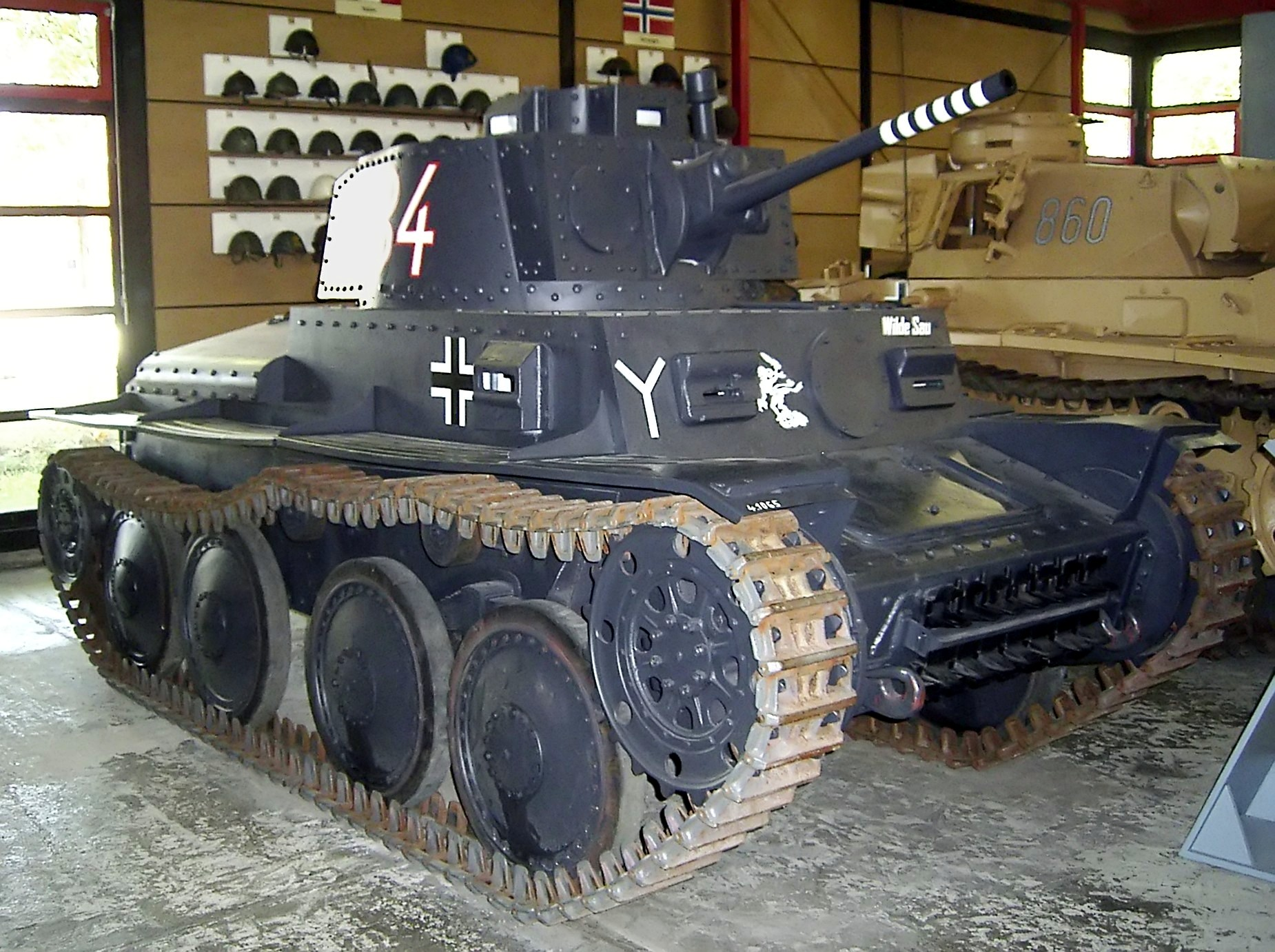
PzKpfw 38(t)
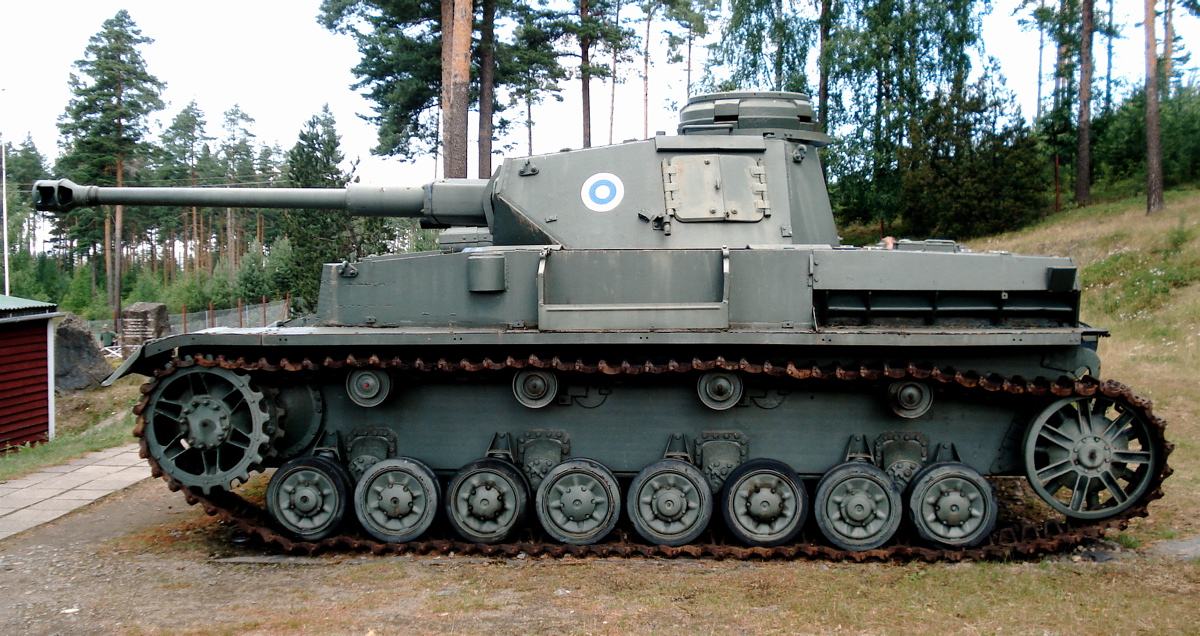
PzKpfw IV
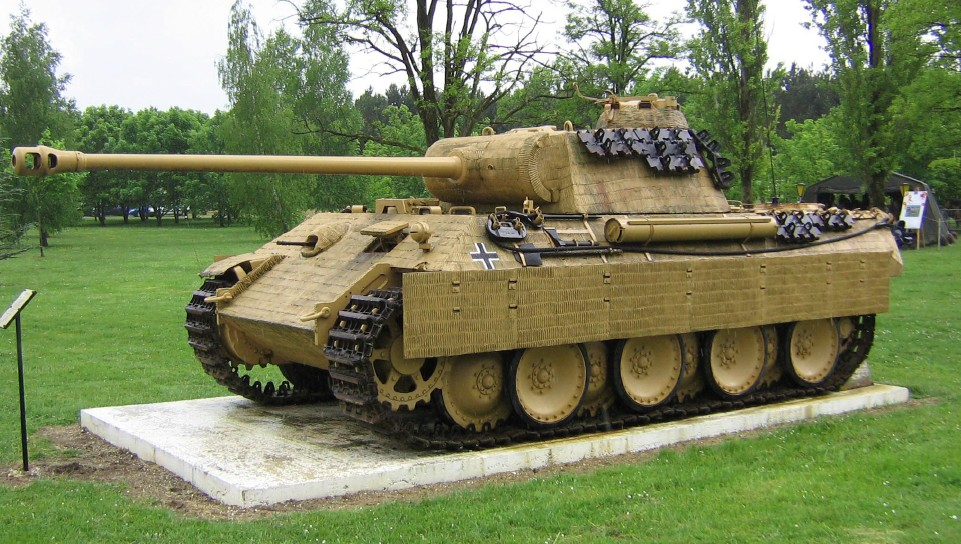
PzKpfw V Panther
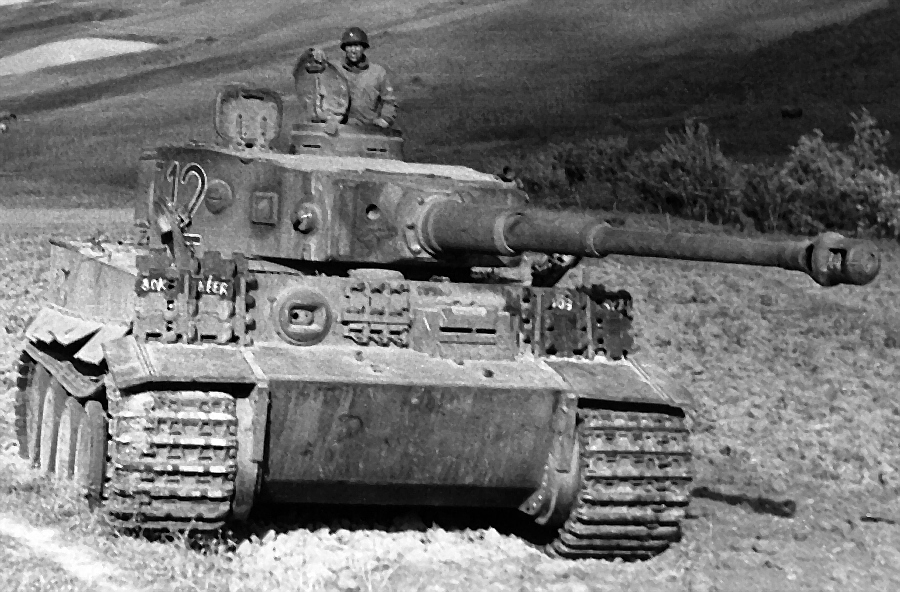
PzKpfw VI Tiger
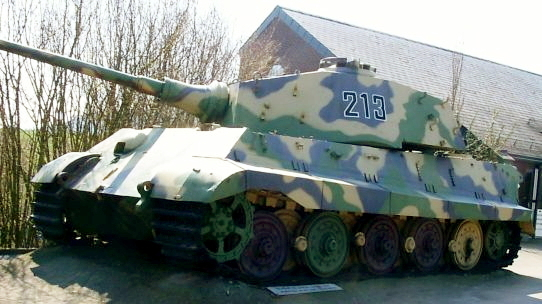
PzKpfw VI Tiger II
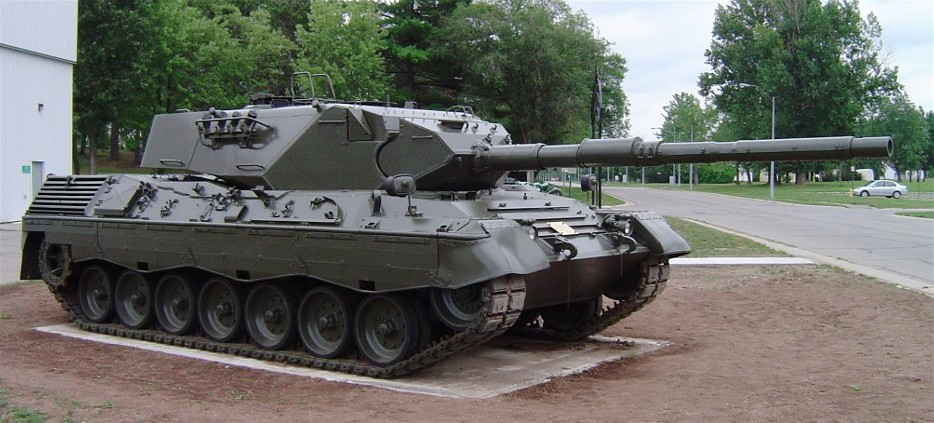
Leopard 1
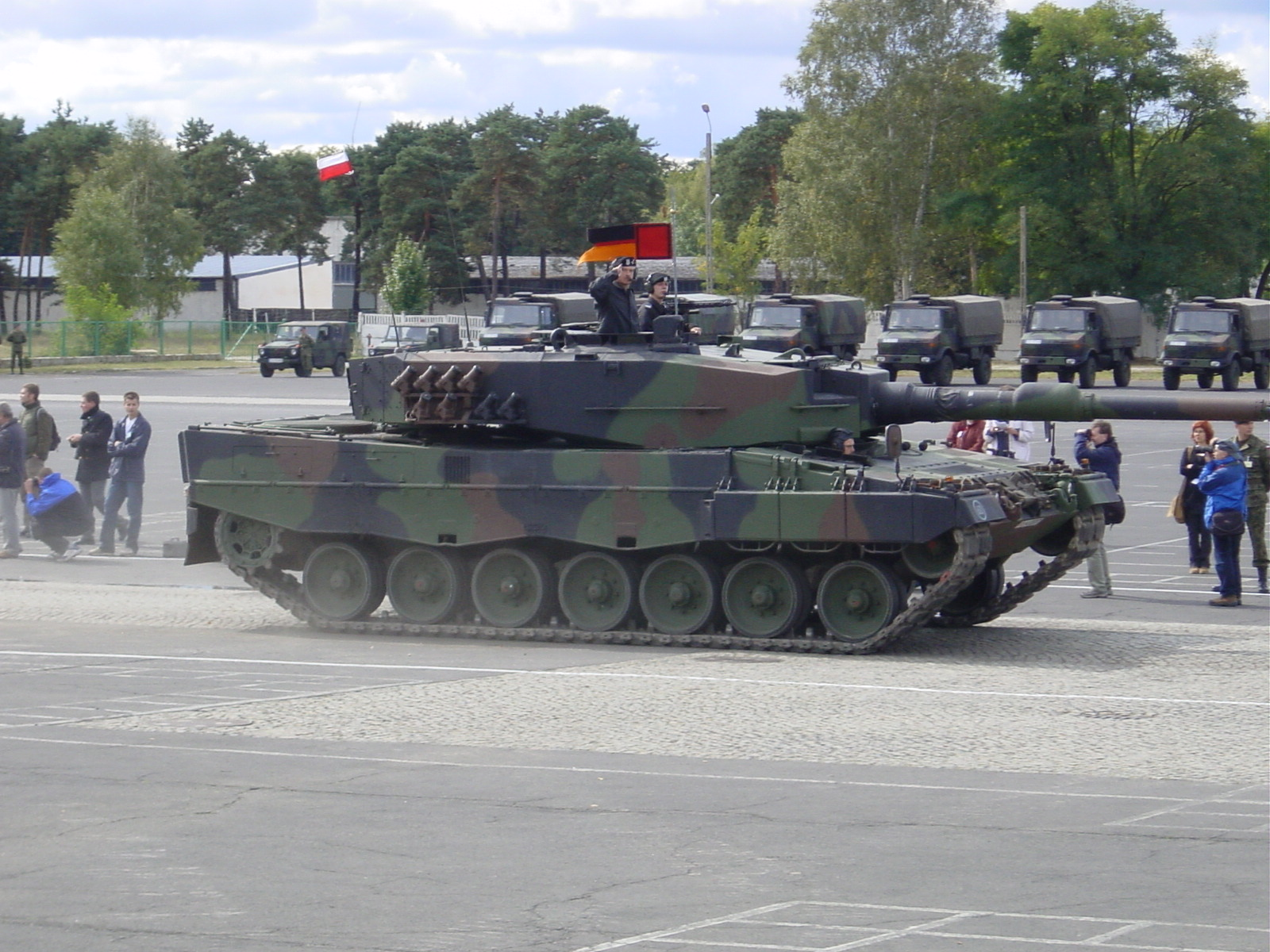
Leopard 2

#### Działa samobieżne, pancerne, rakietowe

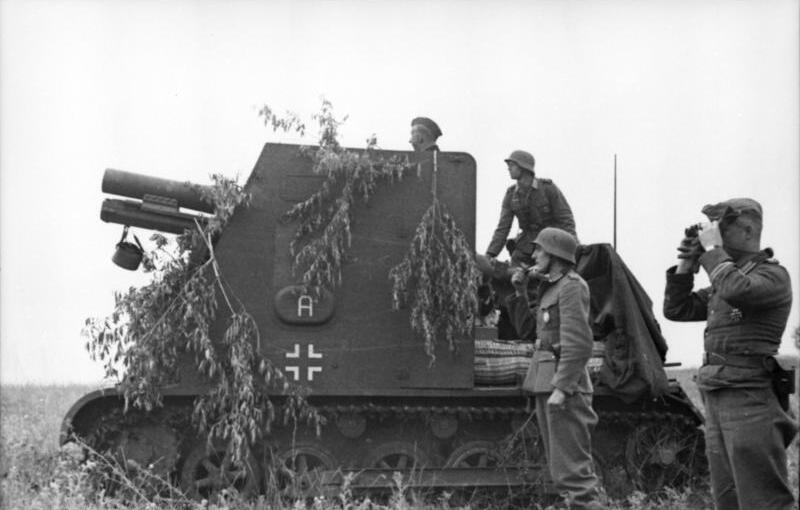
Sturmpanzer I
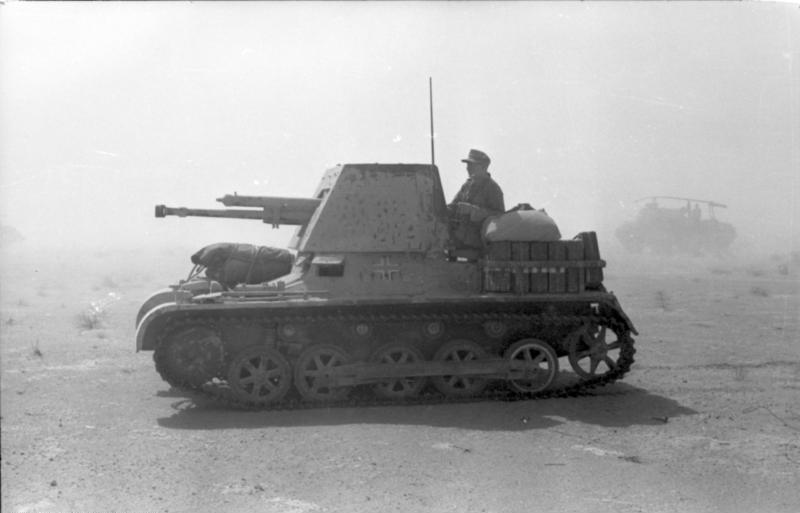
Panzerjäger I
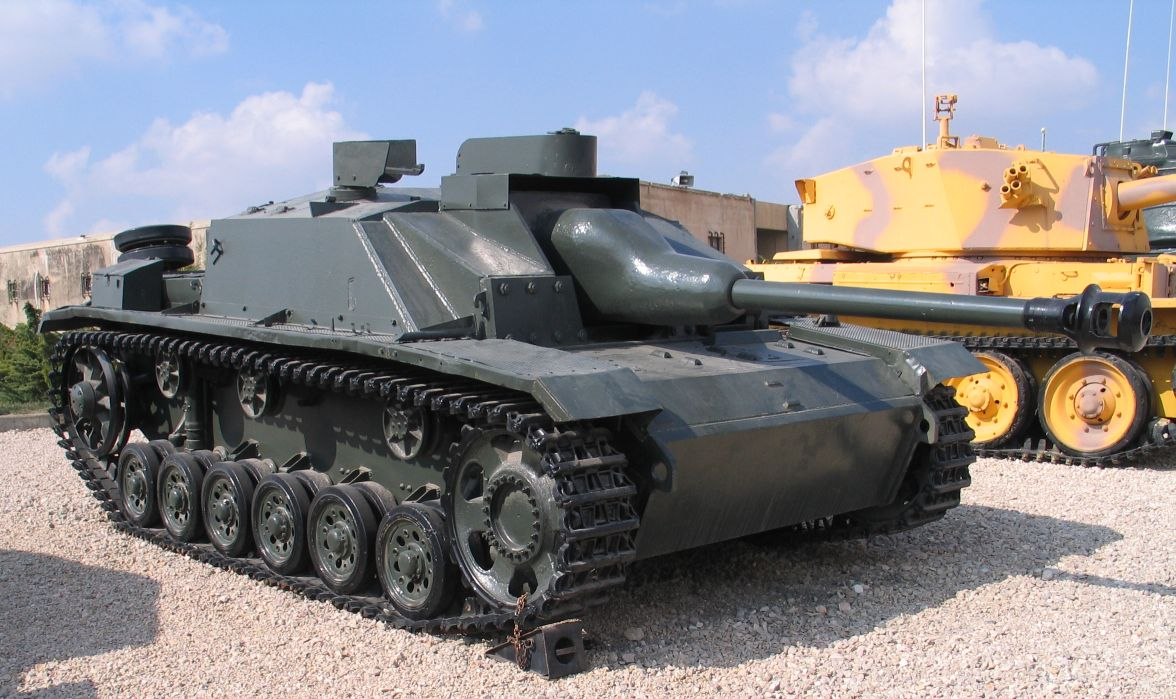
StuG III
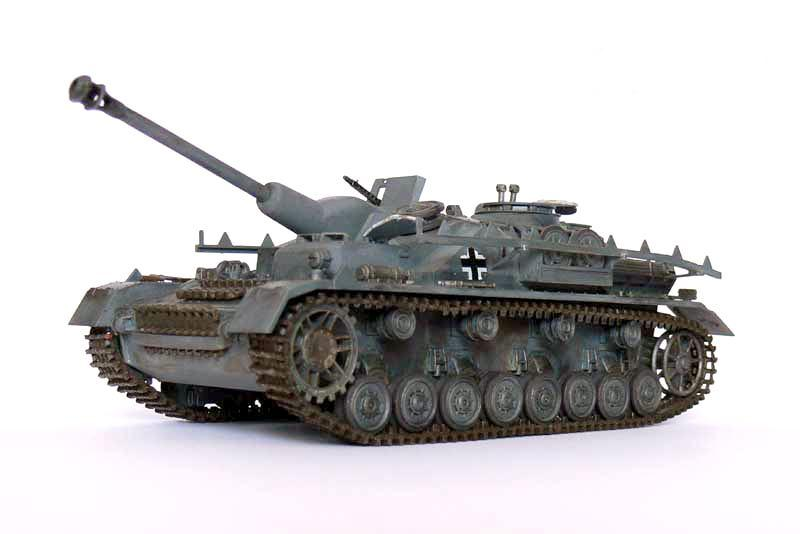
StuG IV
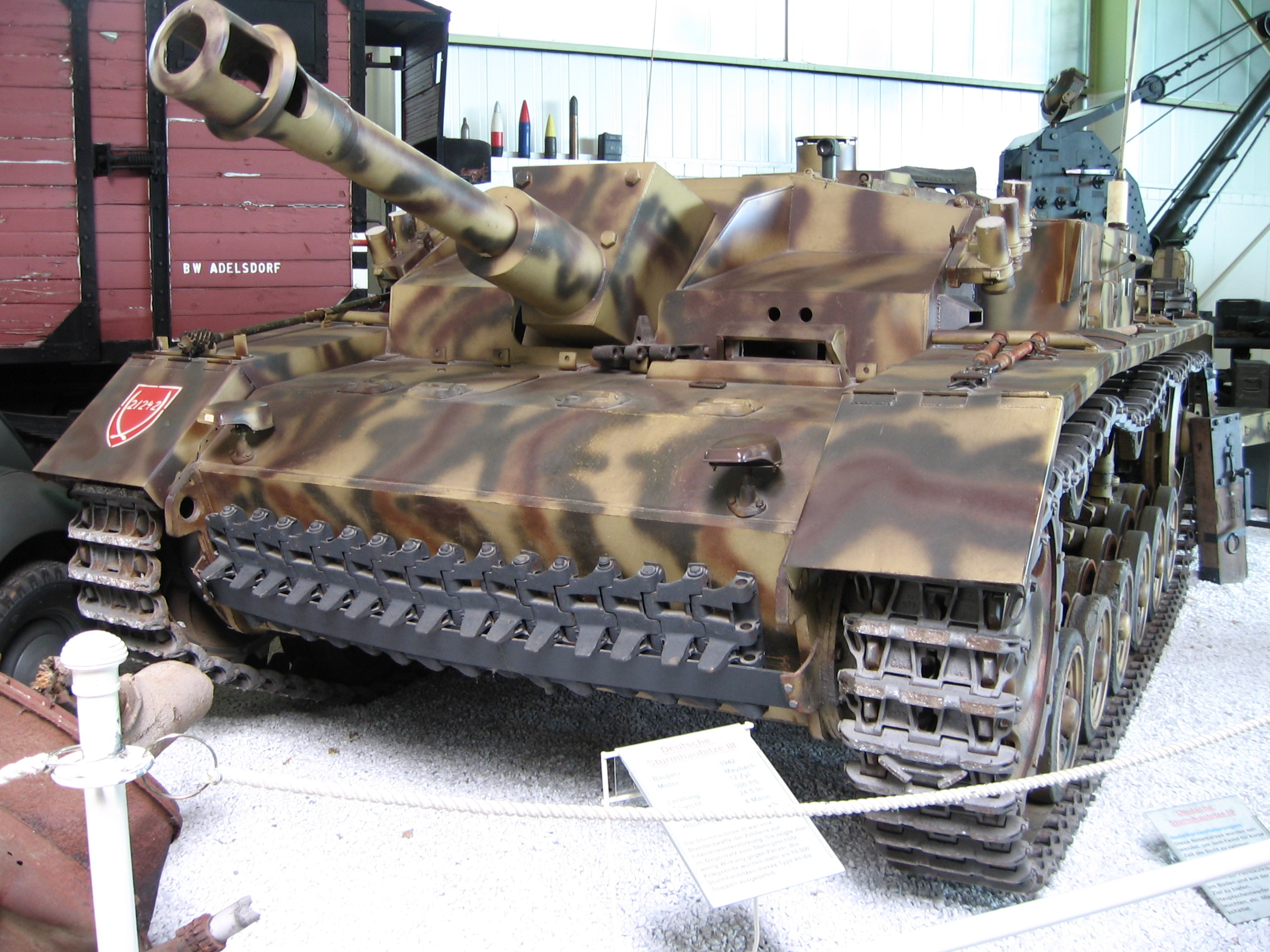
StuH 42
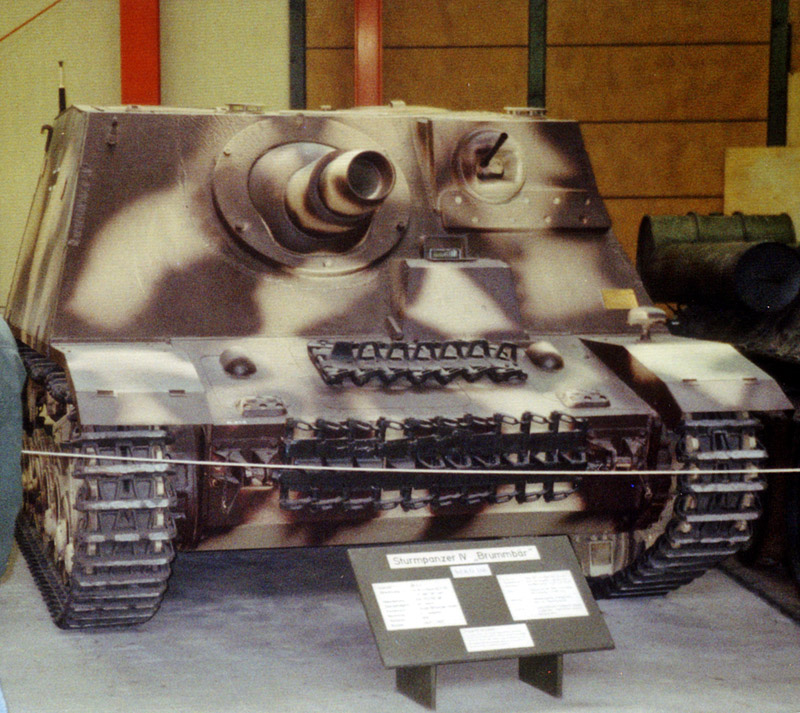
Brummbär
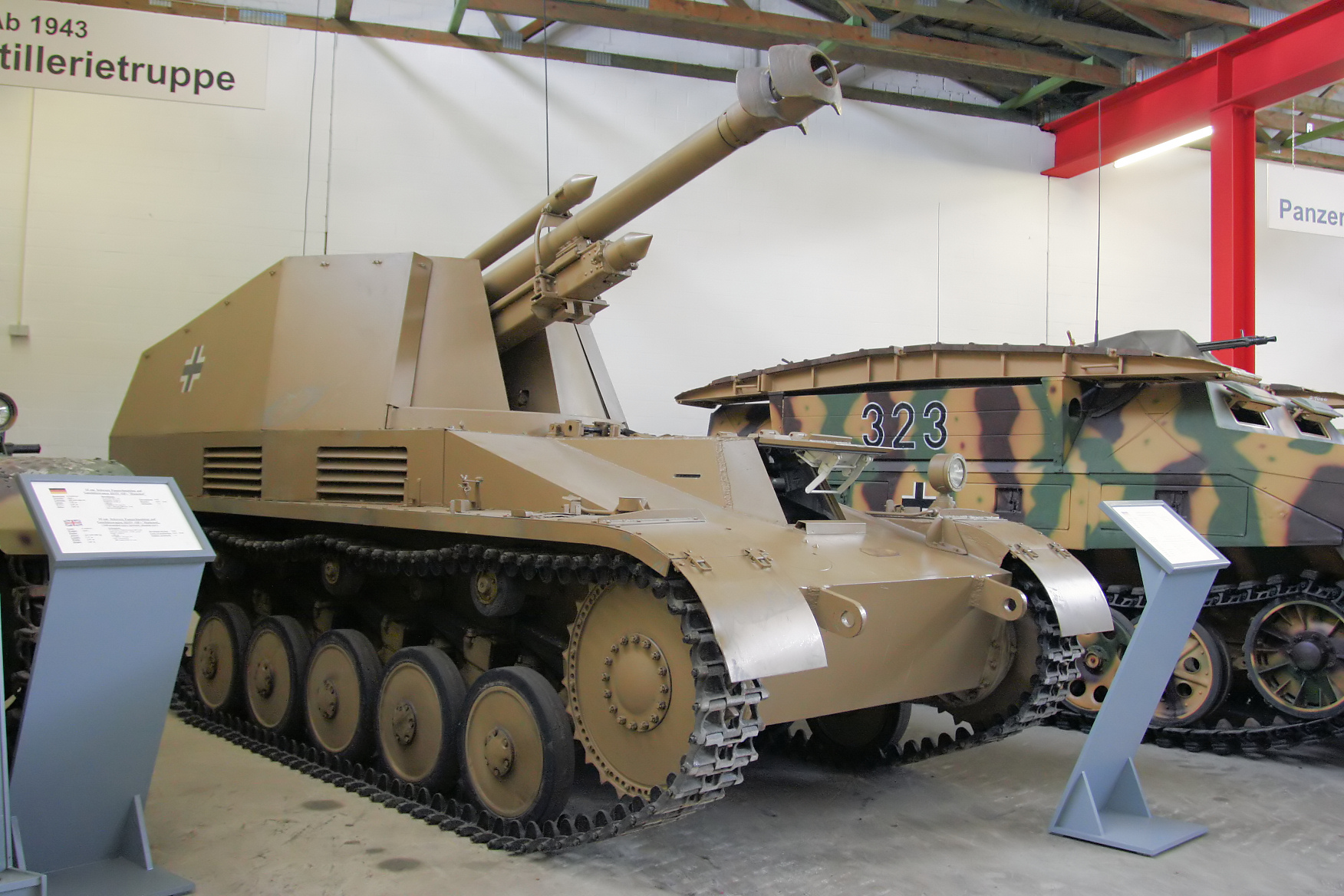
Wespe
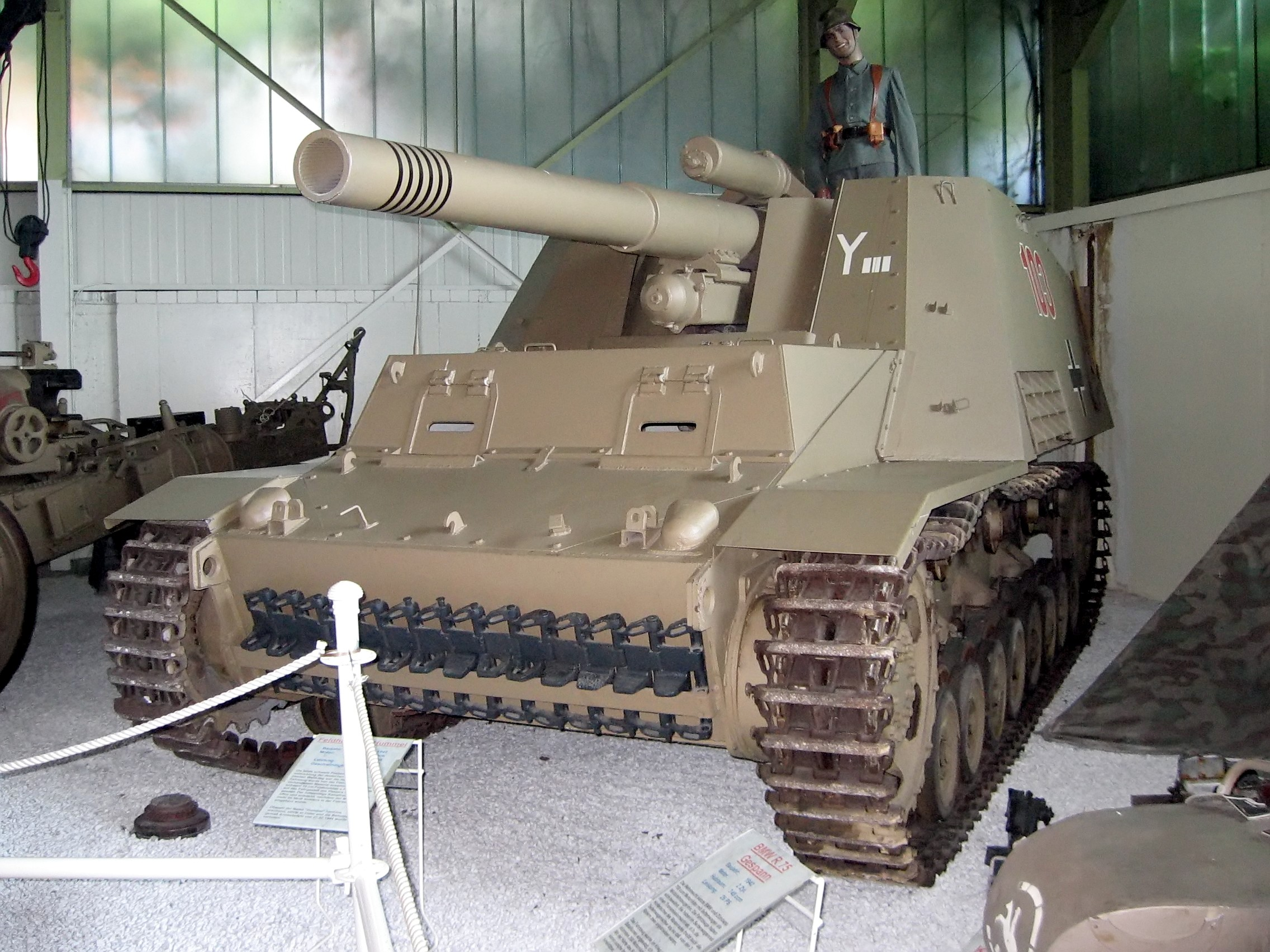
Hummel
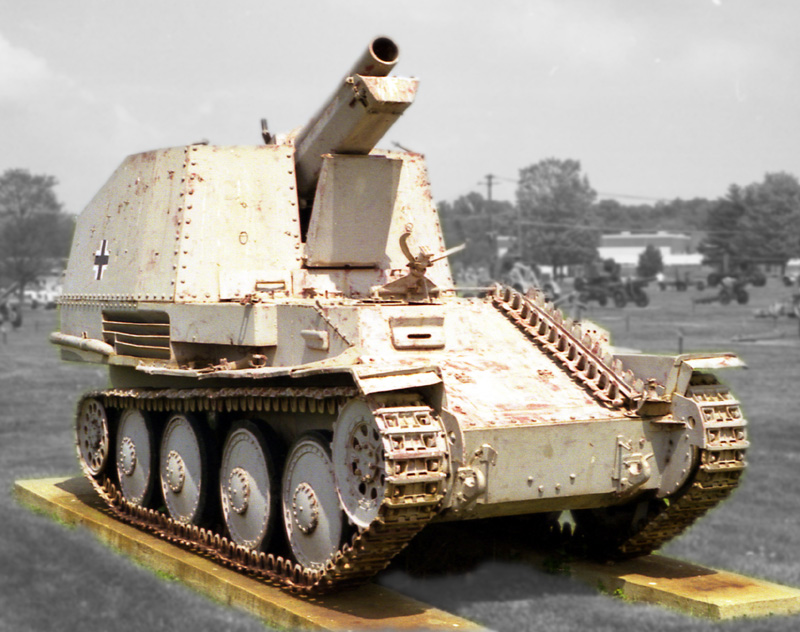
Grille
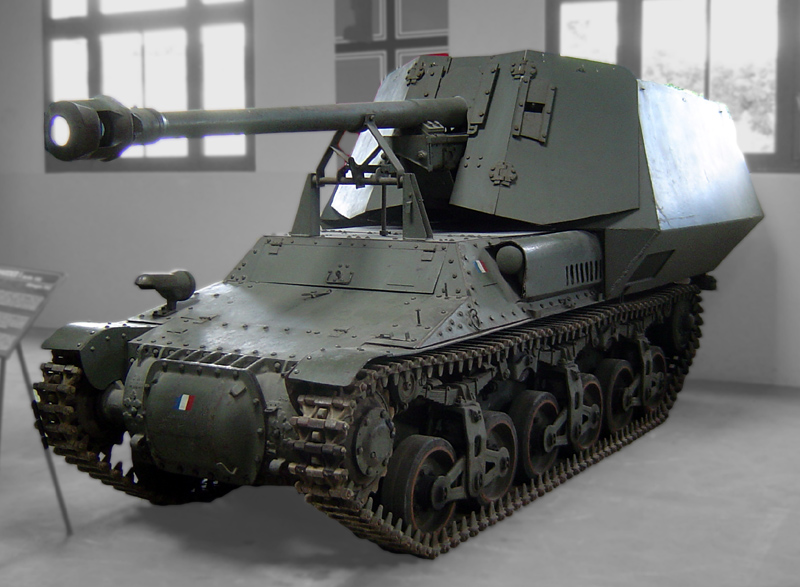
Marder I
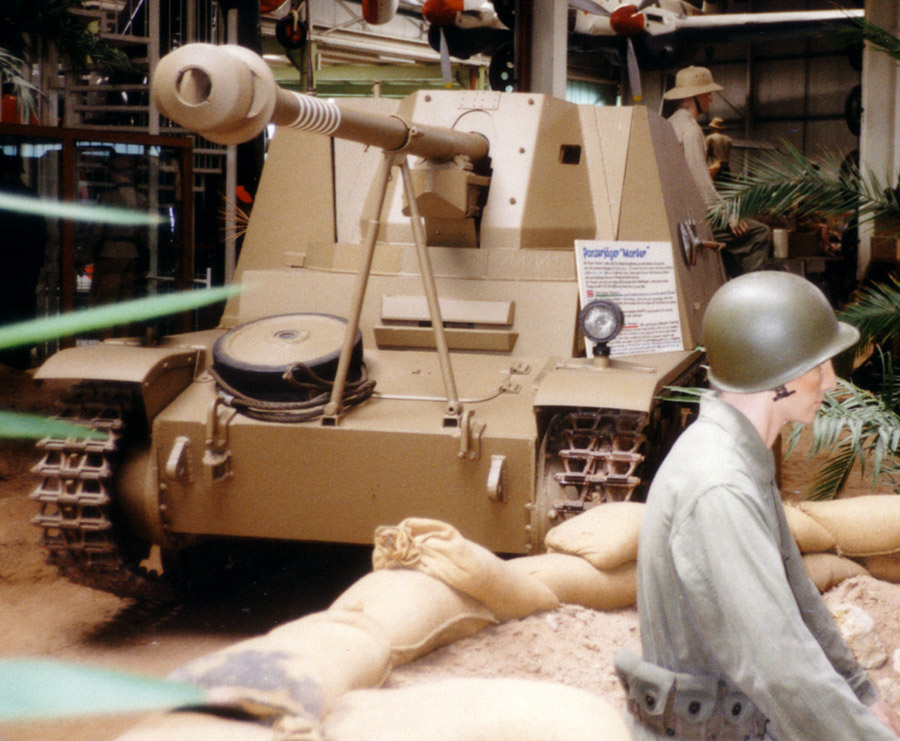
Marder II
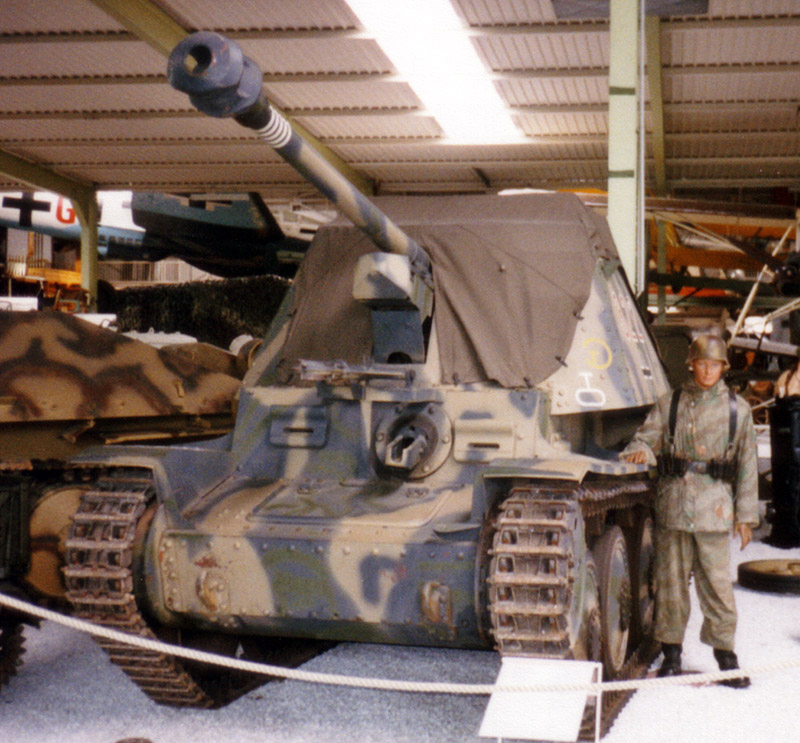
Marder III
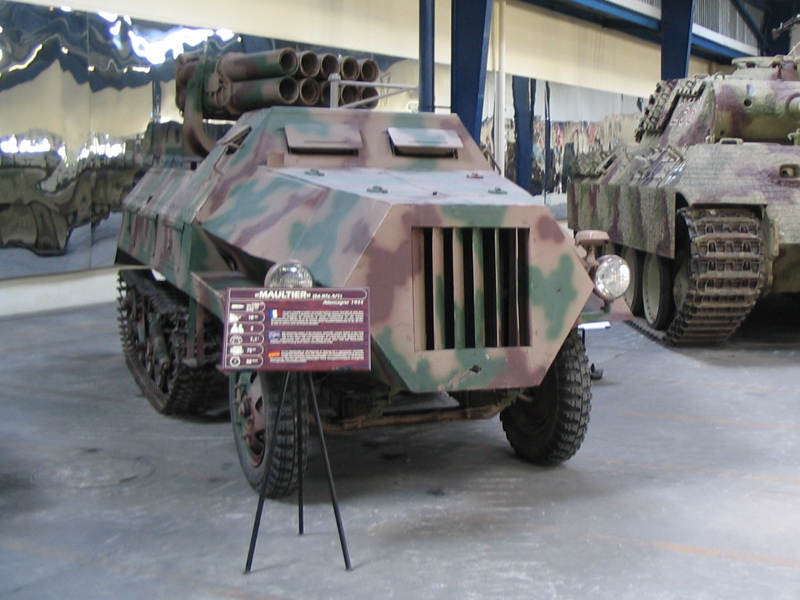
Panzerwerfer 42
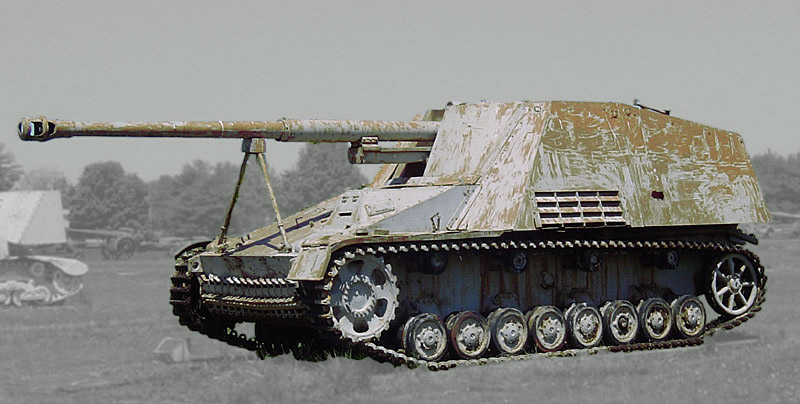
Nashorn
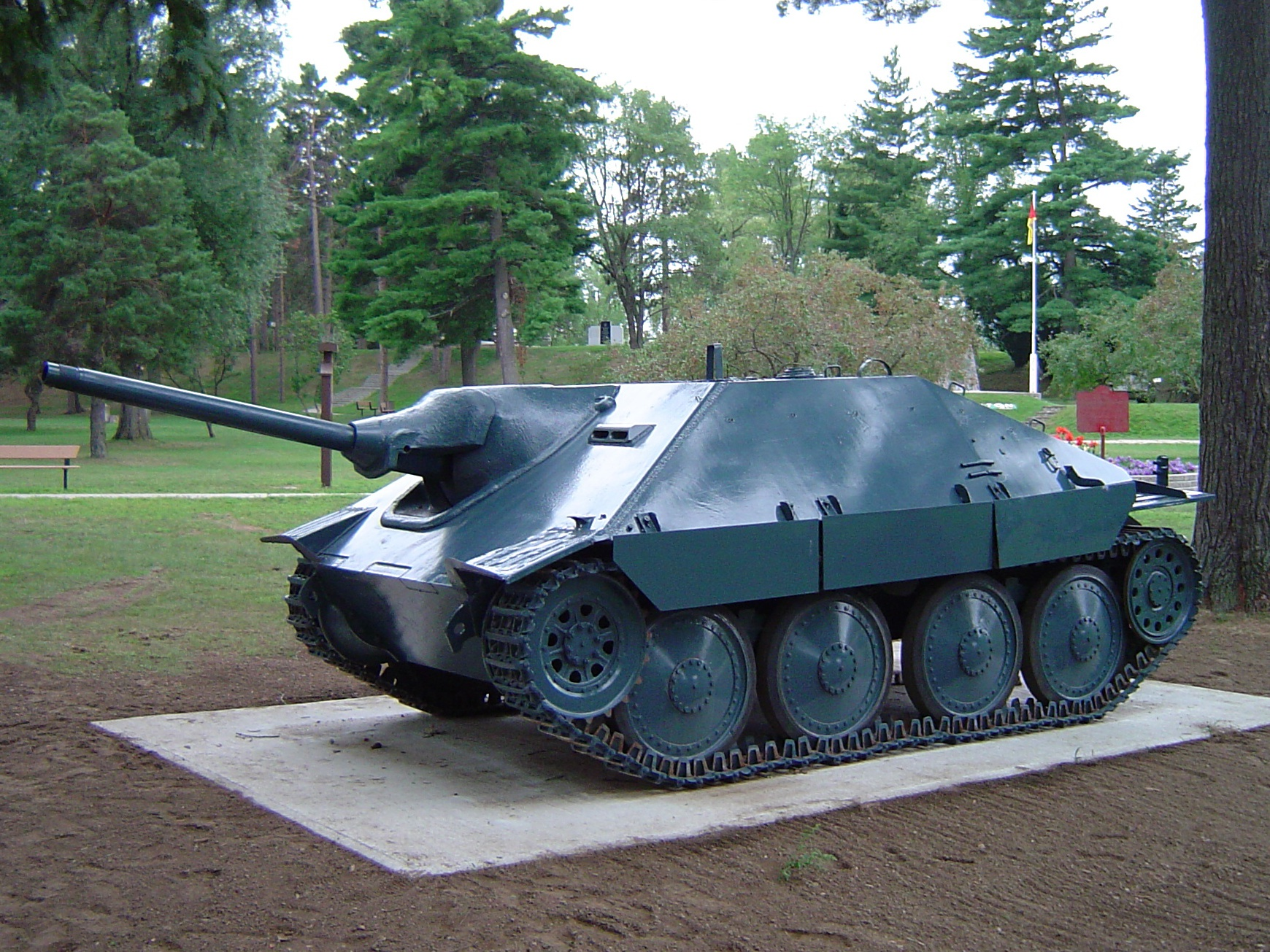
Hetzer
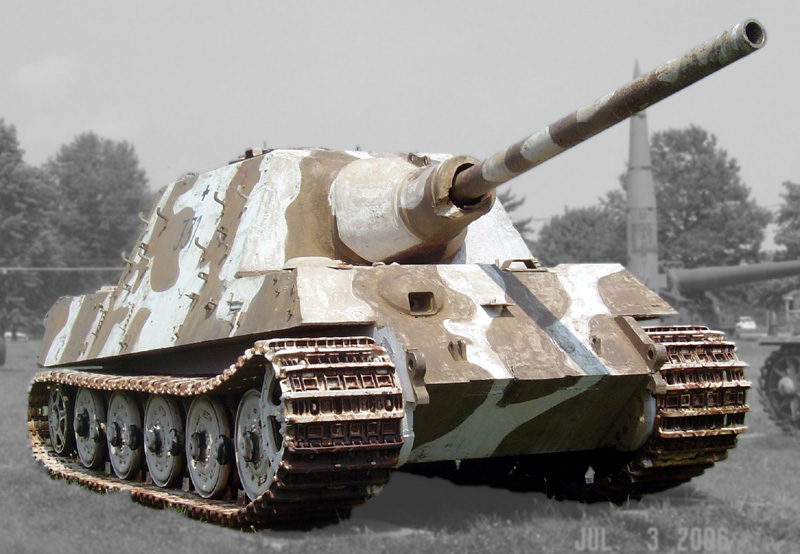
Jagdtiger
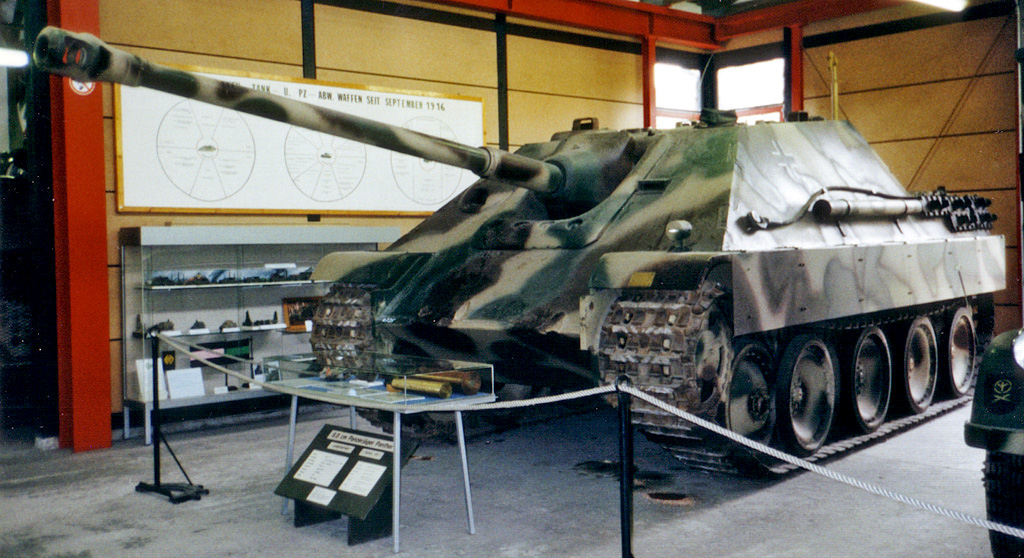
Jagdpanther
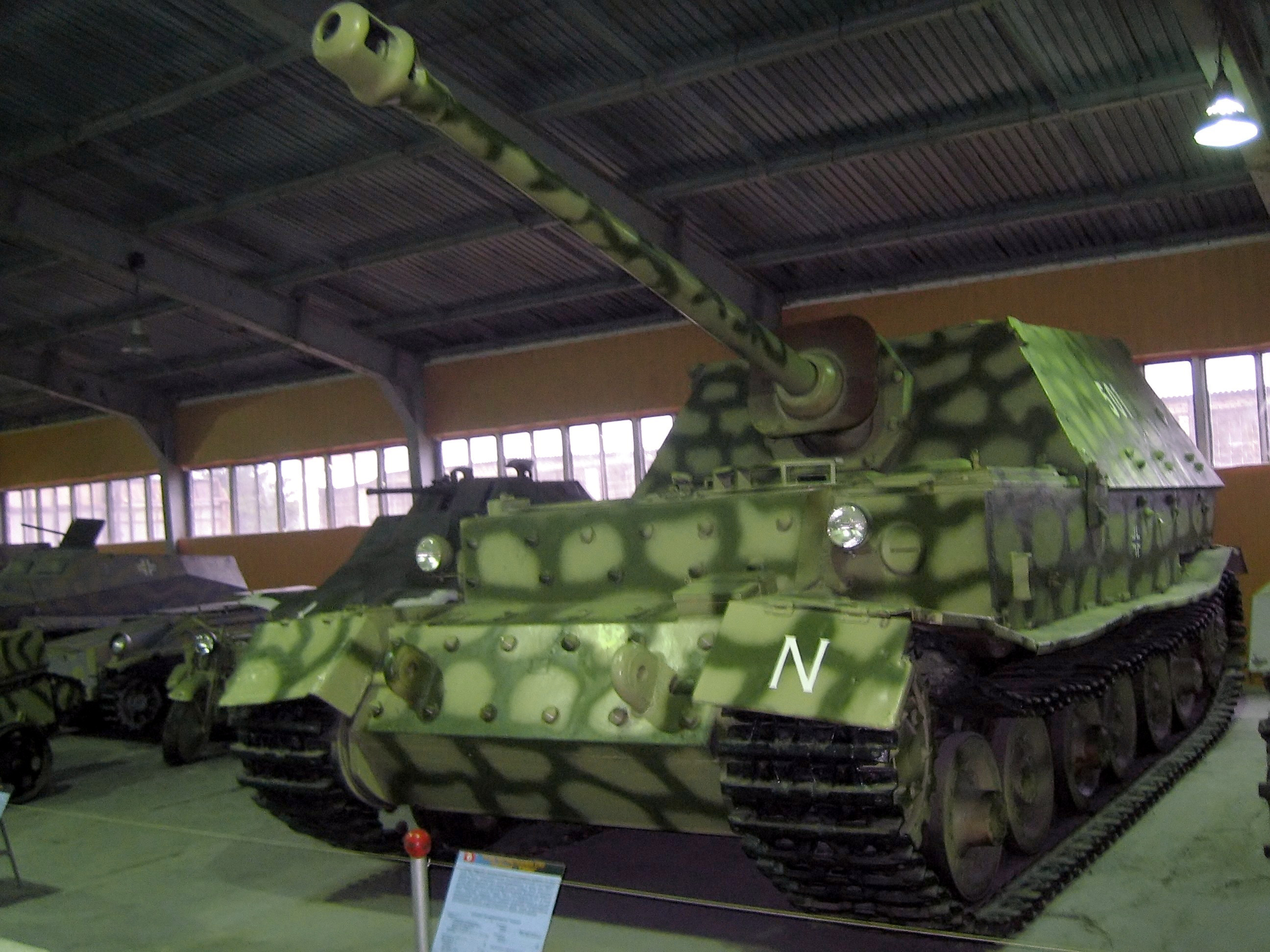
Jagdpanzer Tiger (P) Ferdinand/Elefant
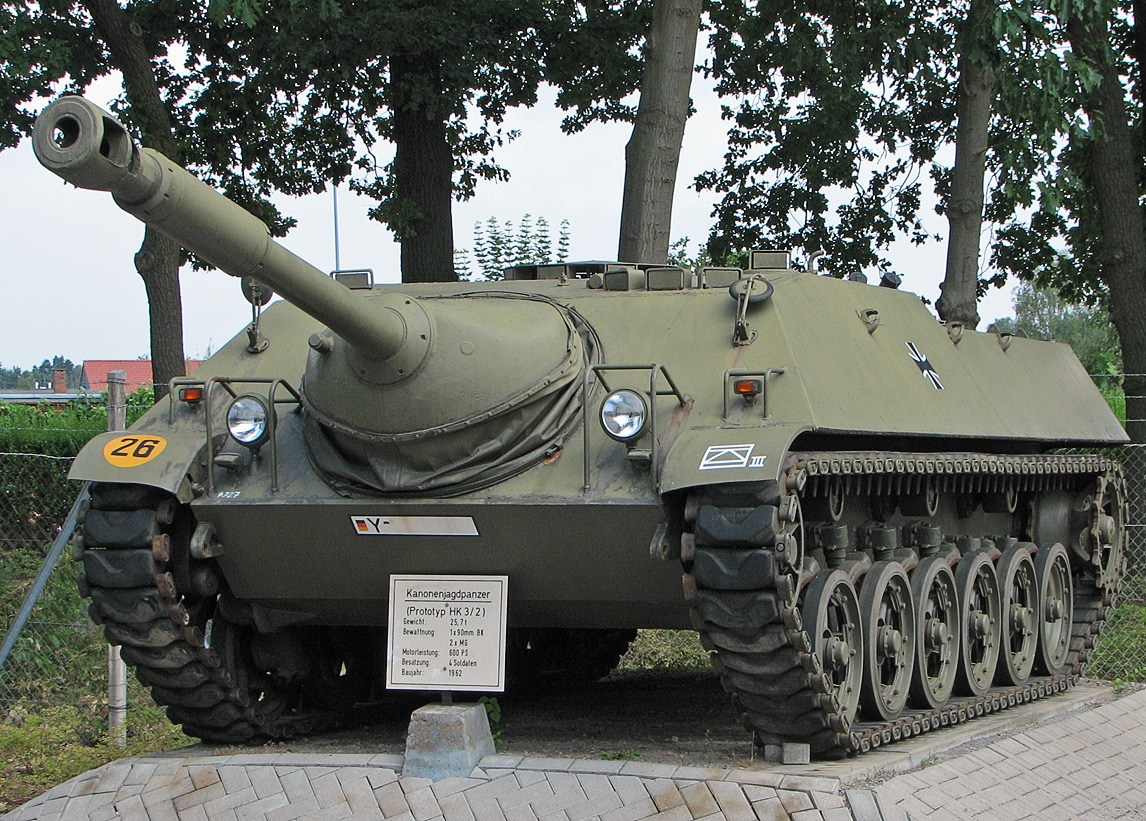
Kanonenjagdpanzer
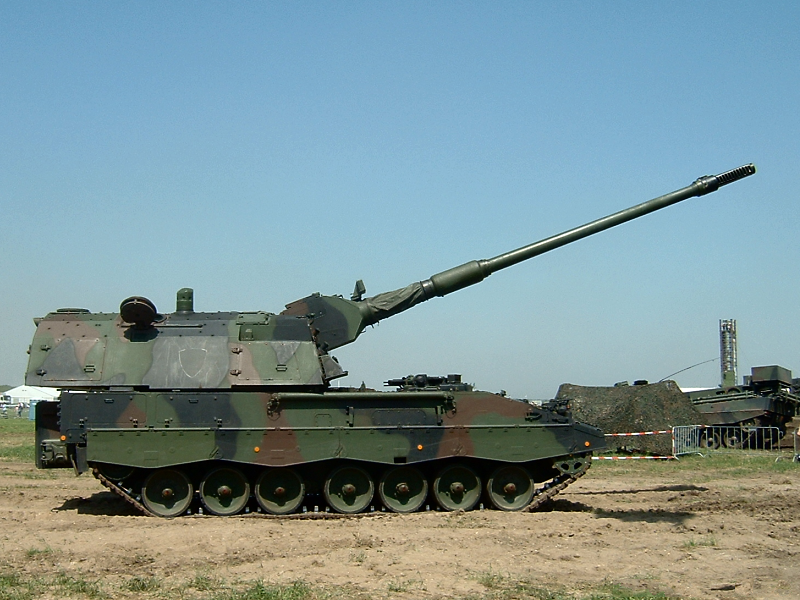
PzH 2000
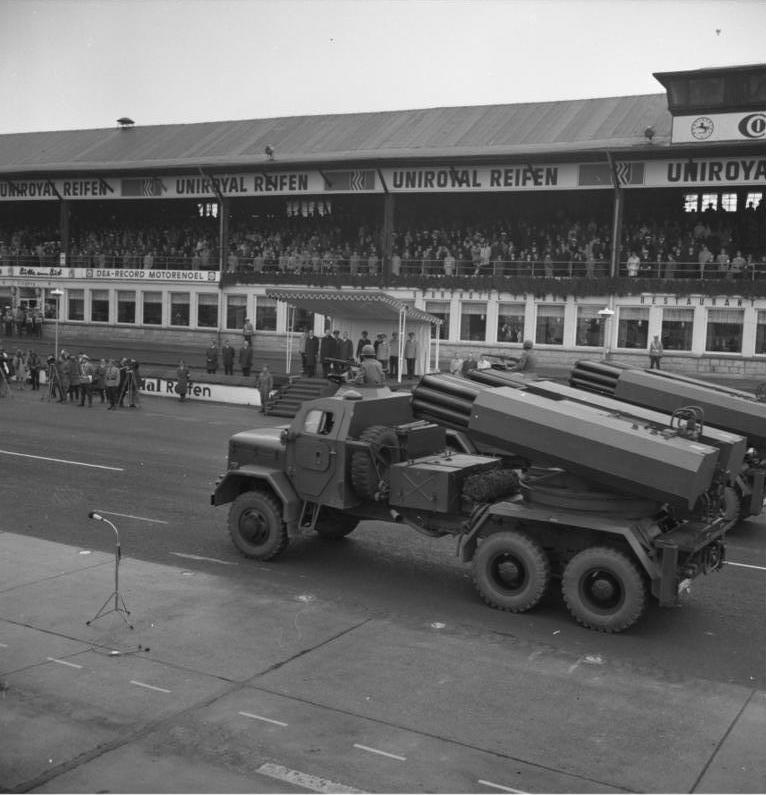
LARS
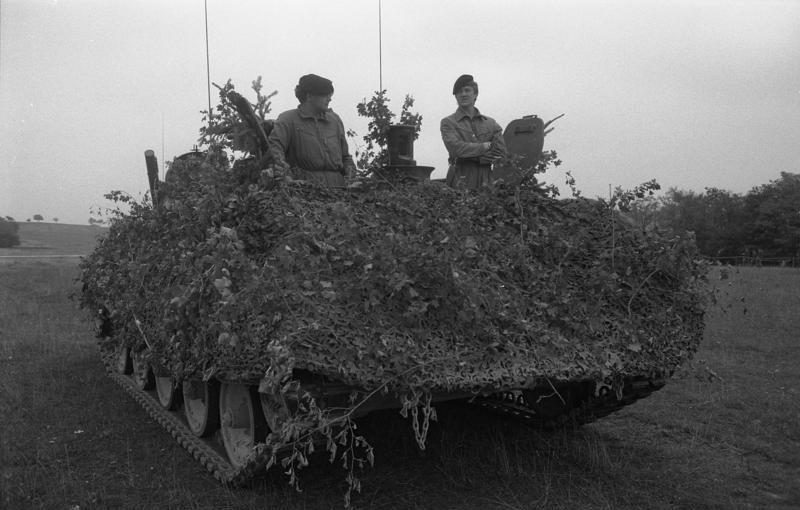
Jaguar 1

- Sturmpanzer II
- Raketenjagdpanzer 2
- Jaguar 2

#### Samobieżne działa przeciwlotnicze

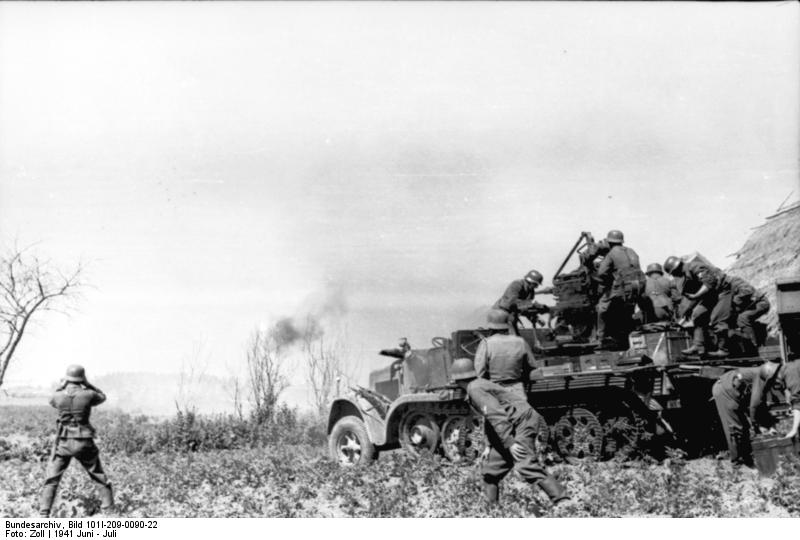
Sd.Kfz. 7/1
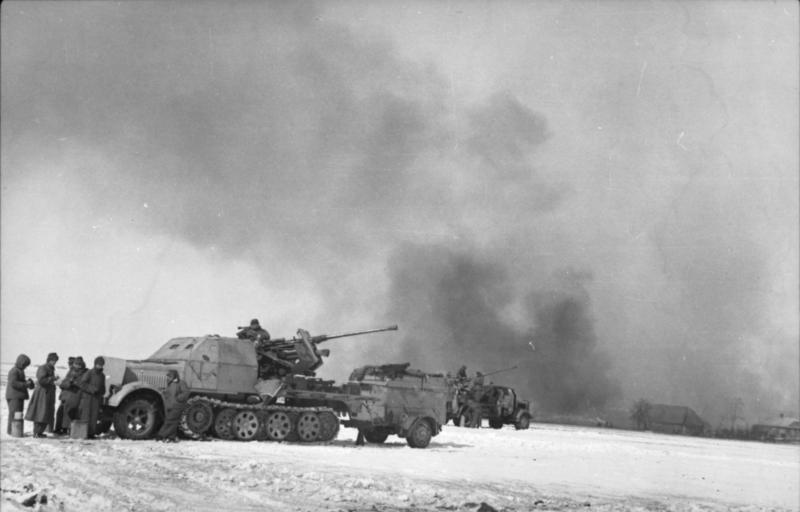
Sd.Kfz. 7/2
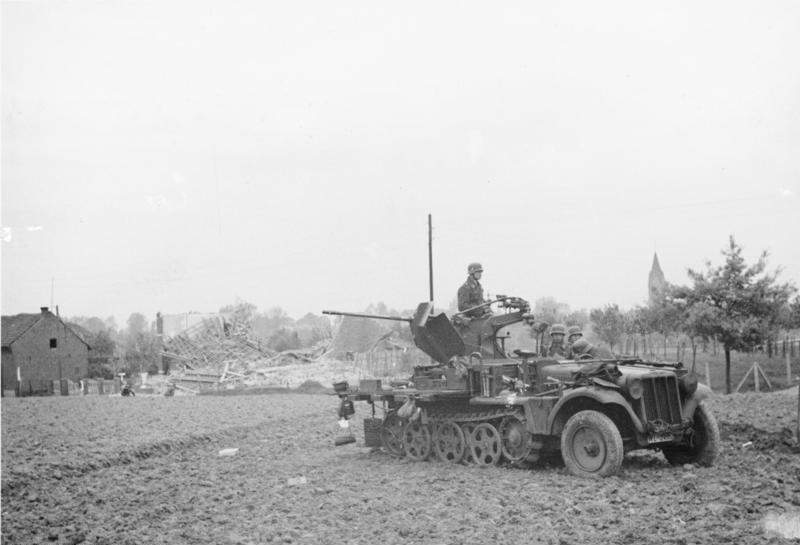
Sd.Kfz.10/4
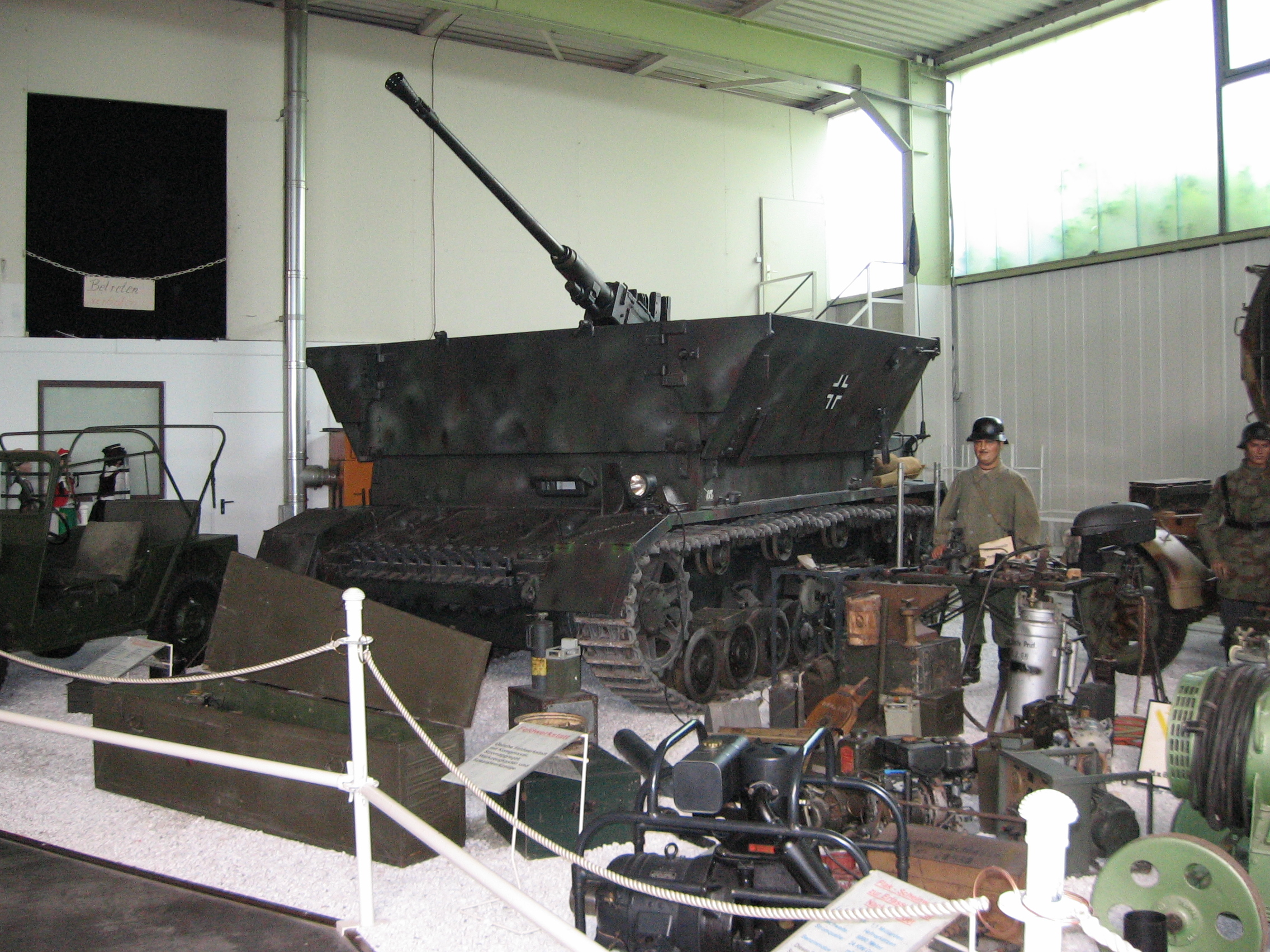
Flakpanzer IV "Moebelwagen
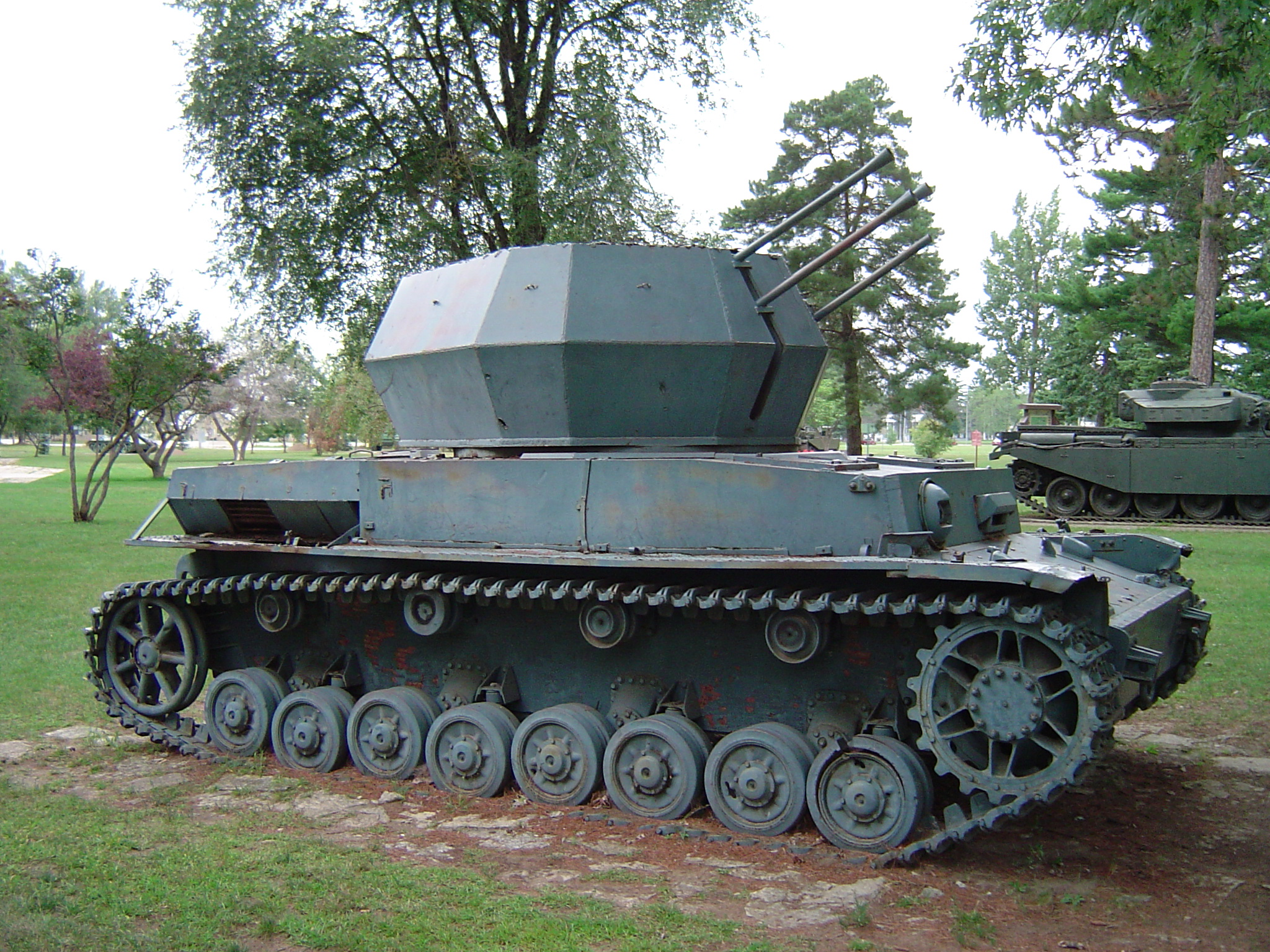
Flakpanzer IV „Wirbelwind”
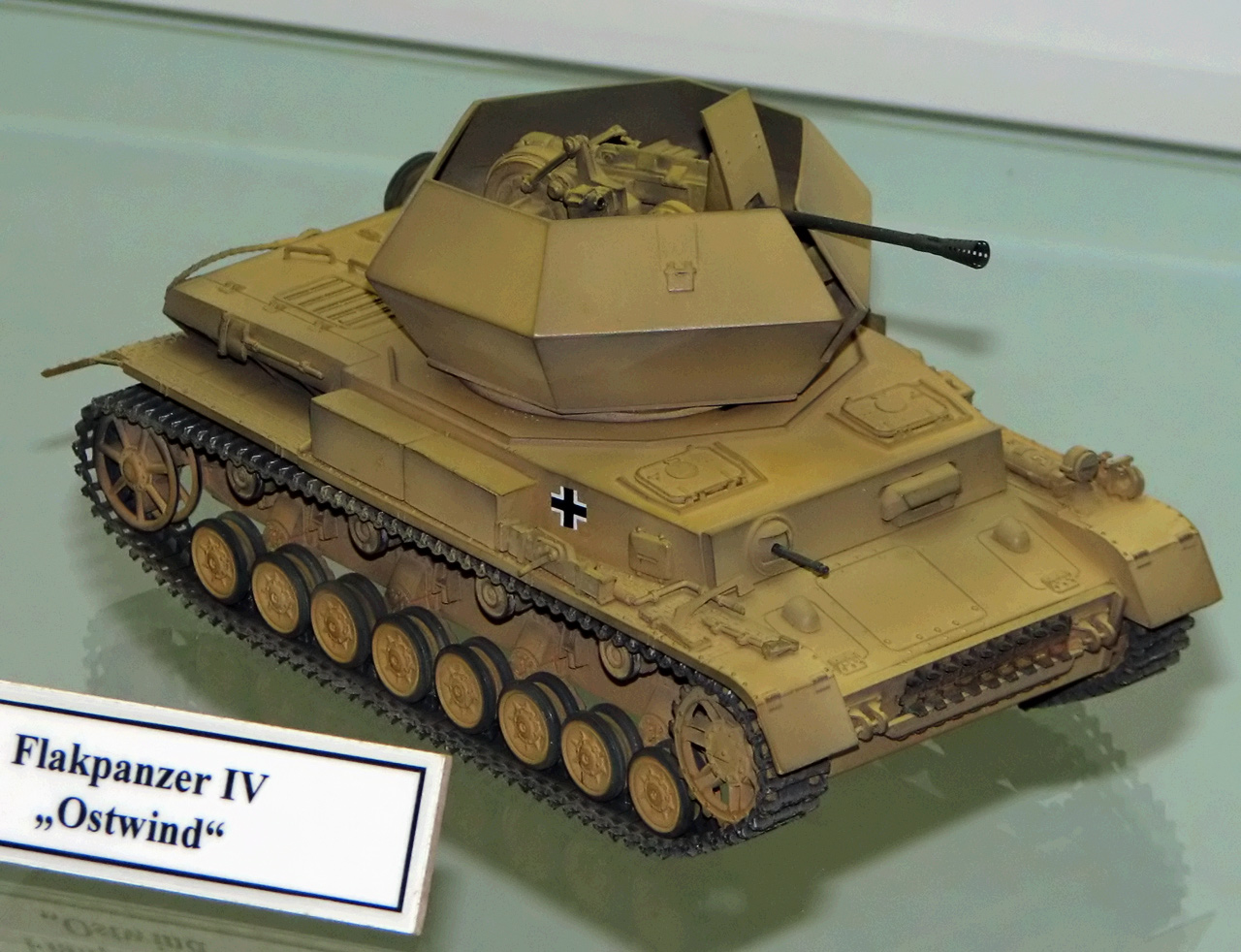
Flakpanzer IV „Ostwind”
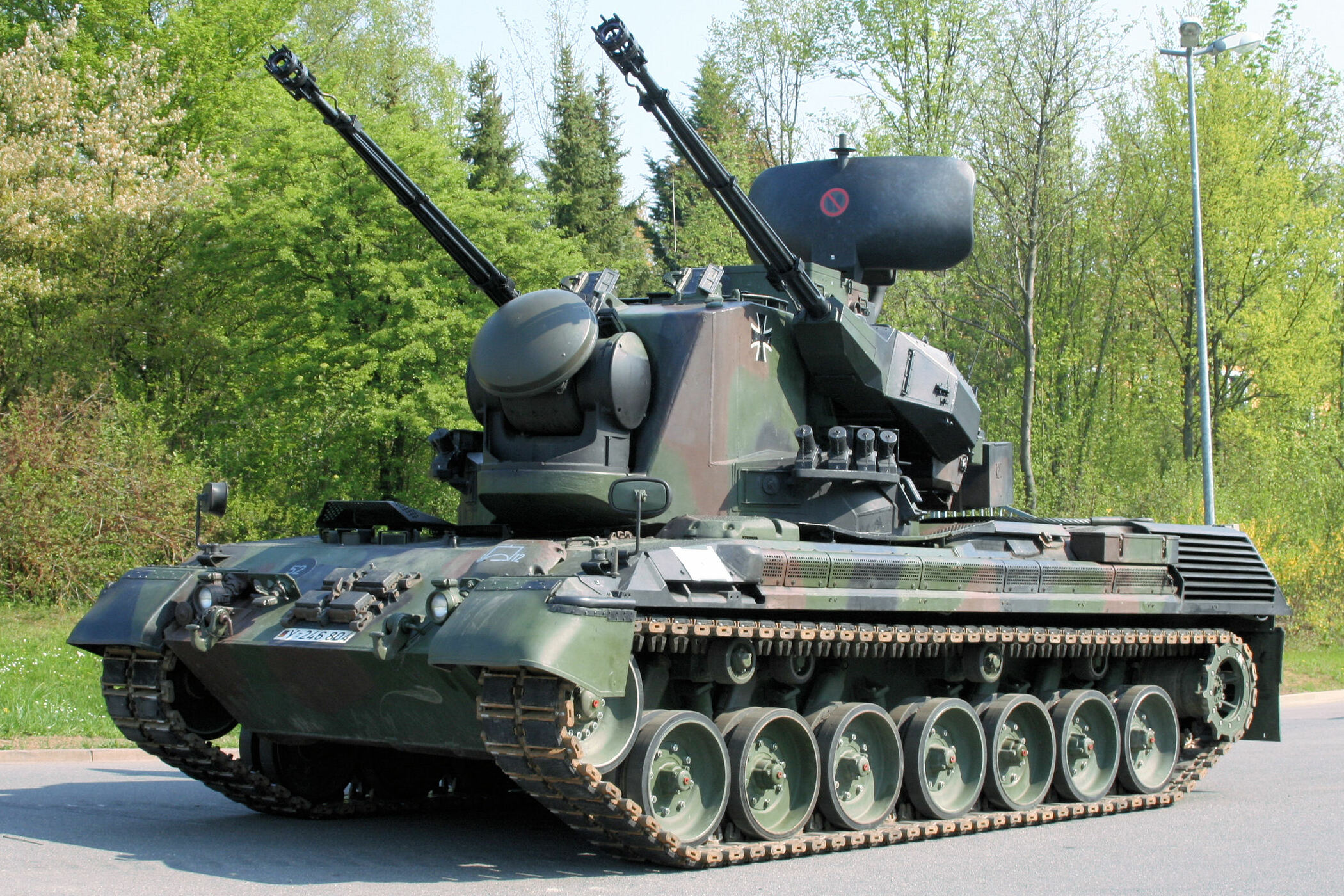
Flugabwehrkanonenpanzer Gepard

#### Transportery opancerzone i bojowe wozy piechoty

Sd.Kfz.250
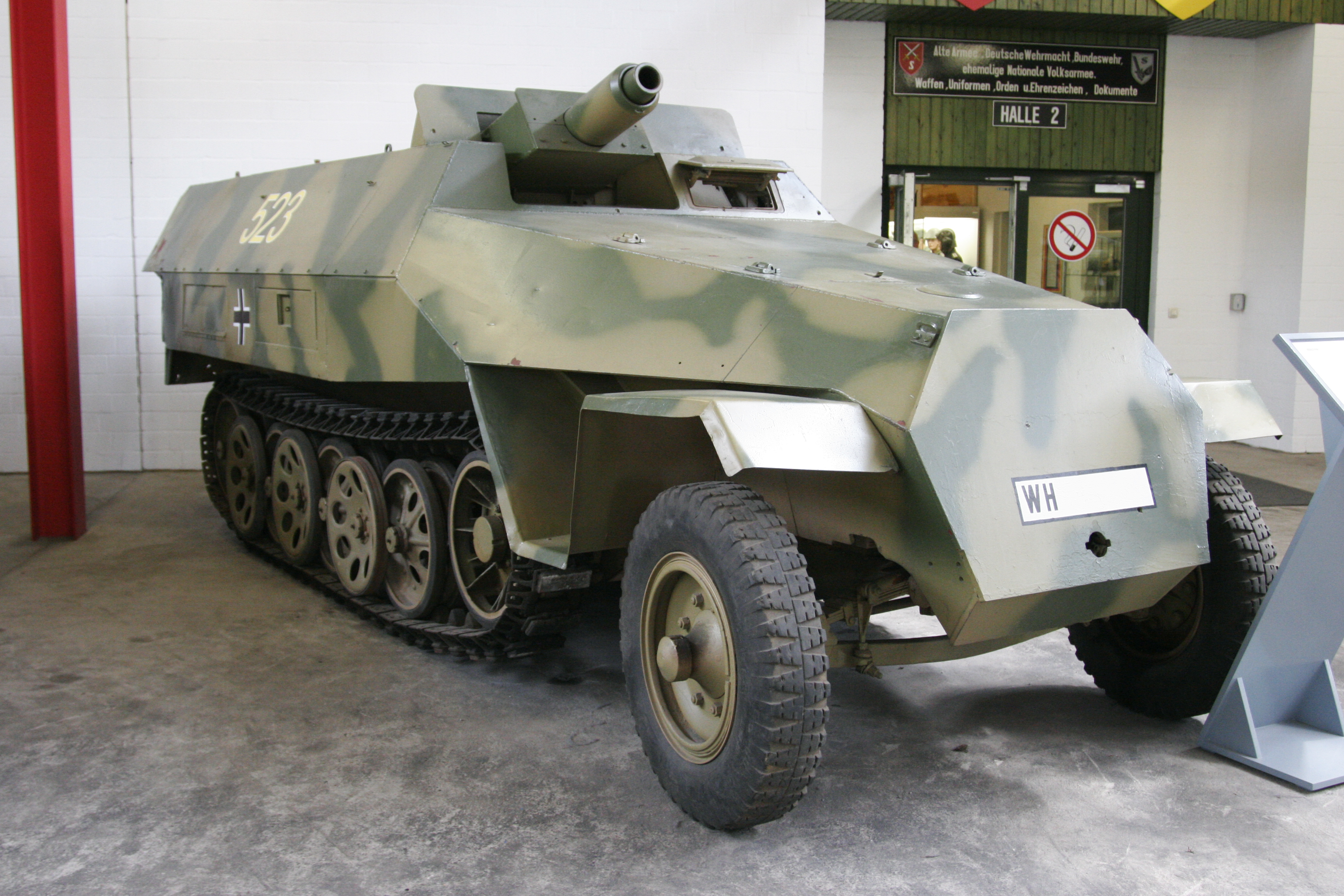
Sd.Kfz.251
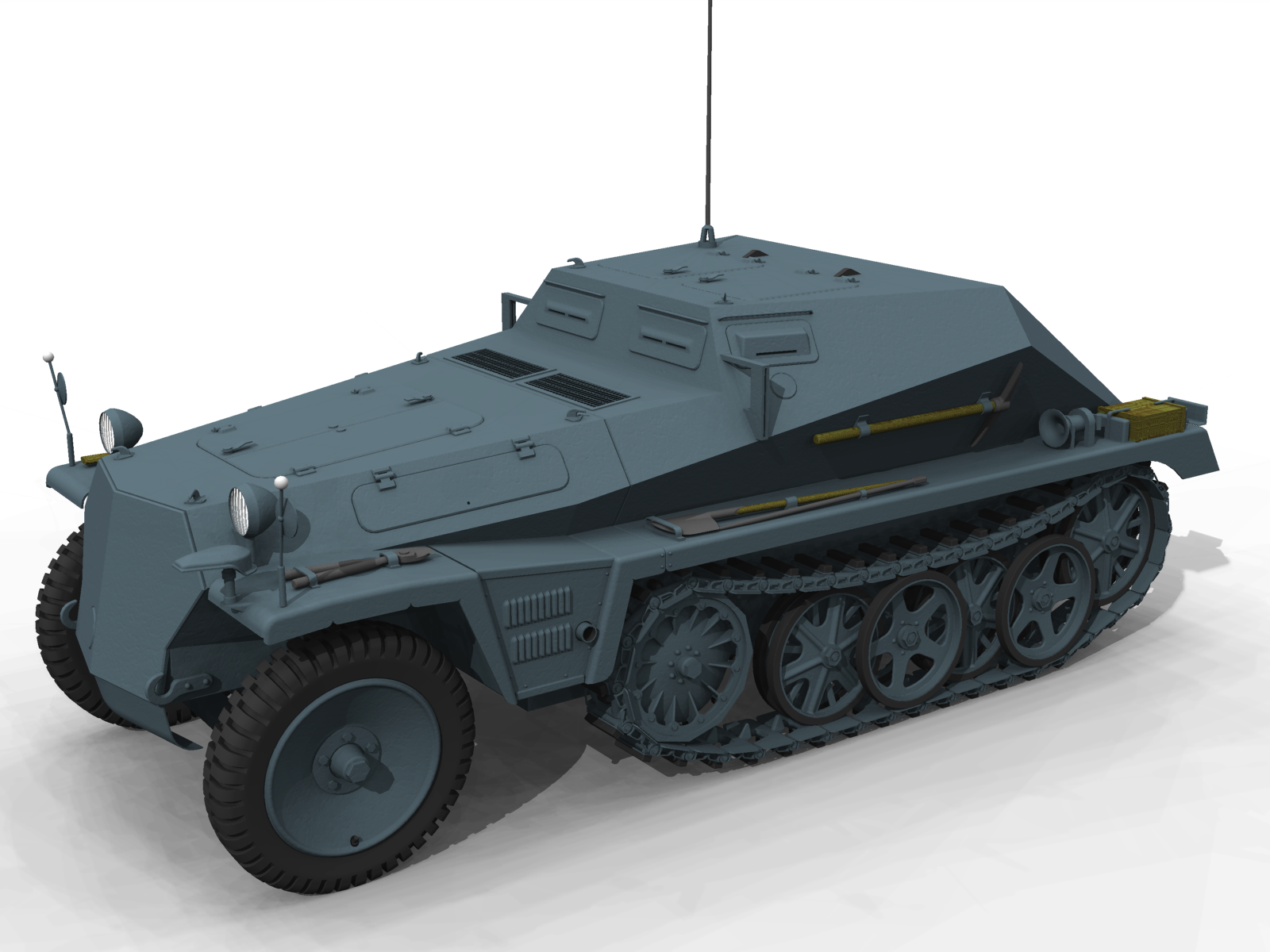
Sd.Kfz.252
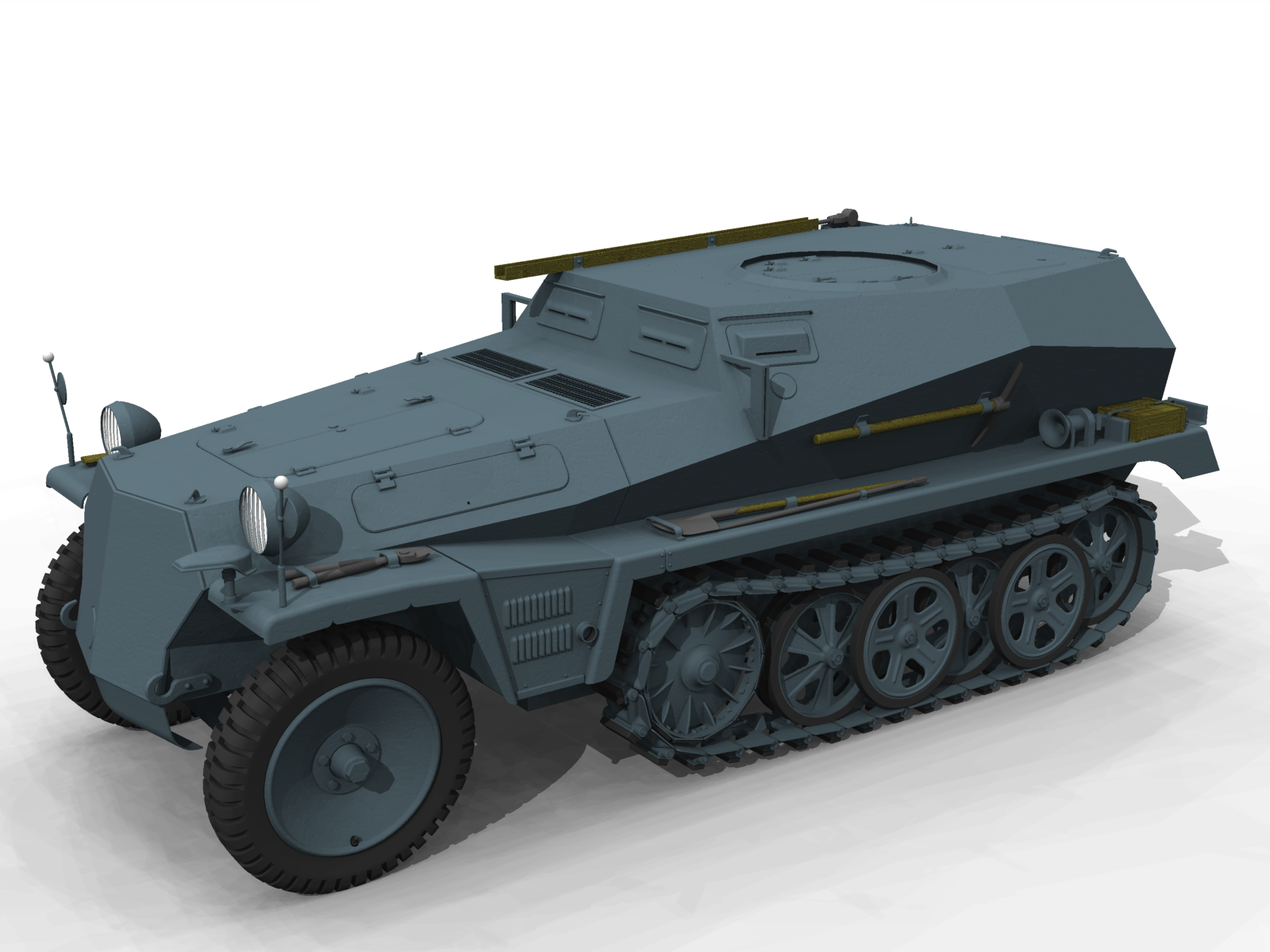
Sd.Kfz.253

#### Samochody pancerne i pojazdy rozpoznawcze

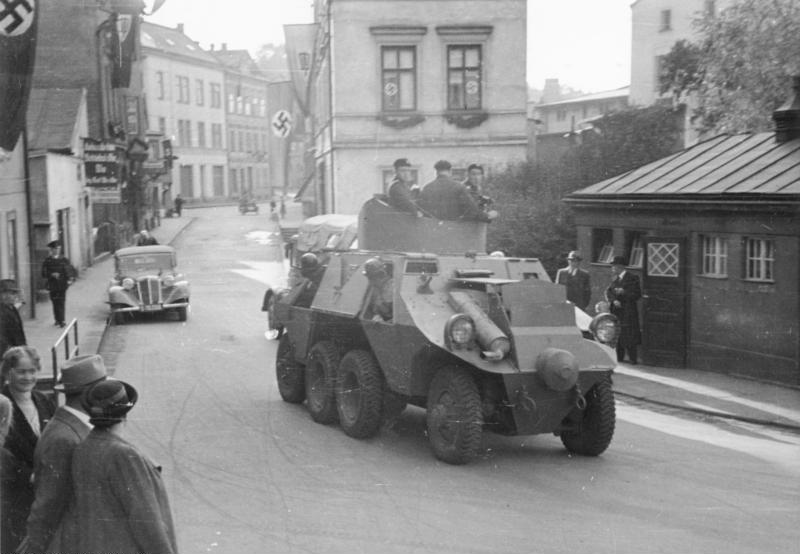
ADGZ
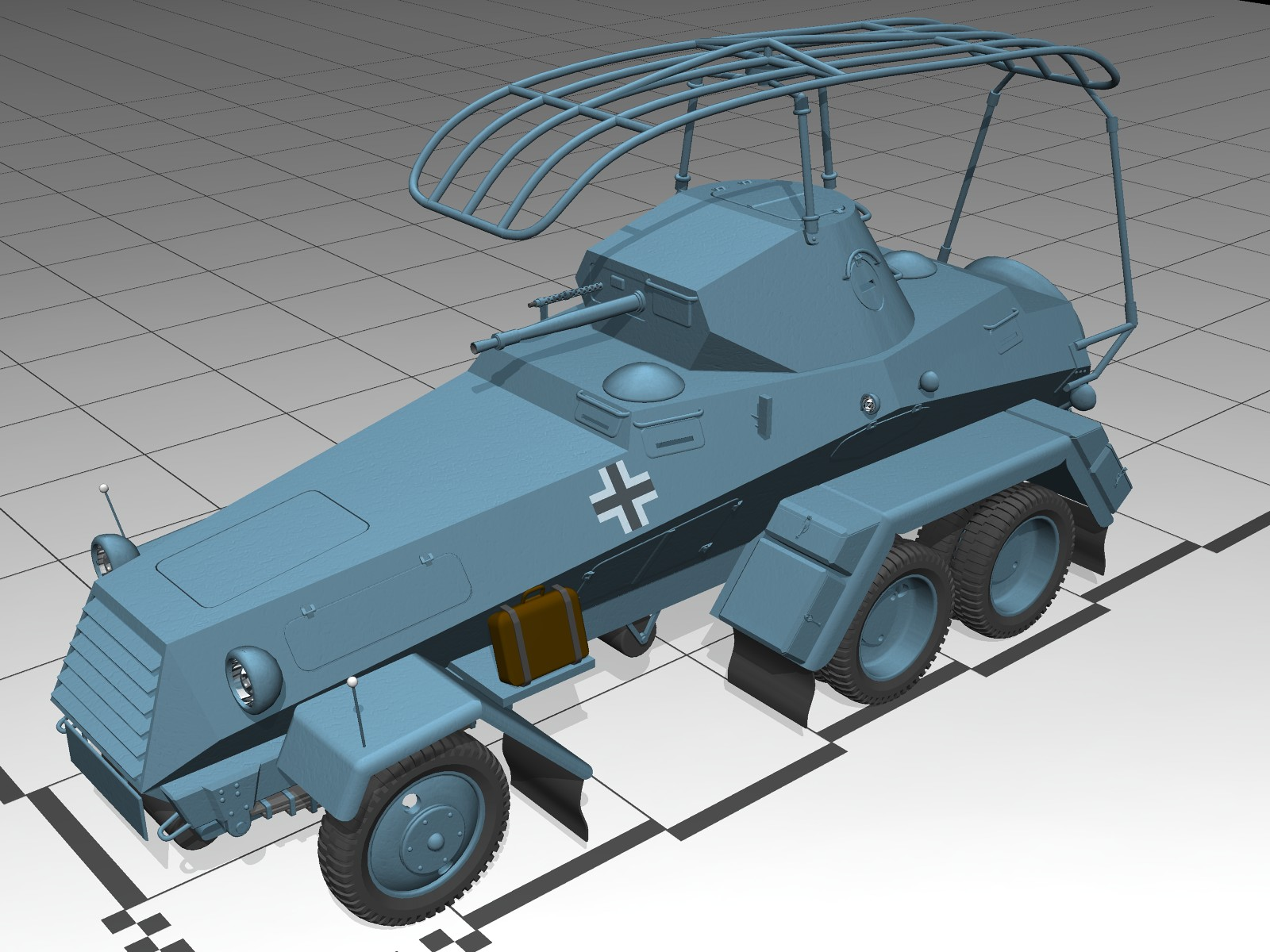
Schwerer Panzerspähwagen
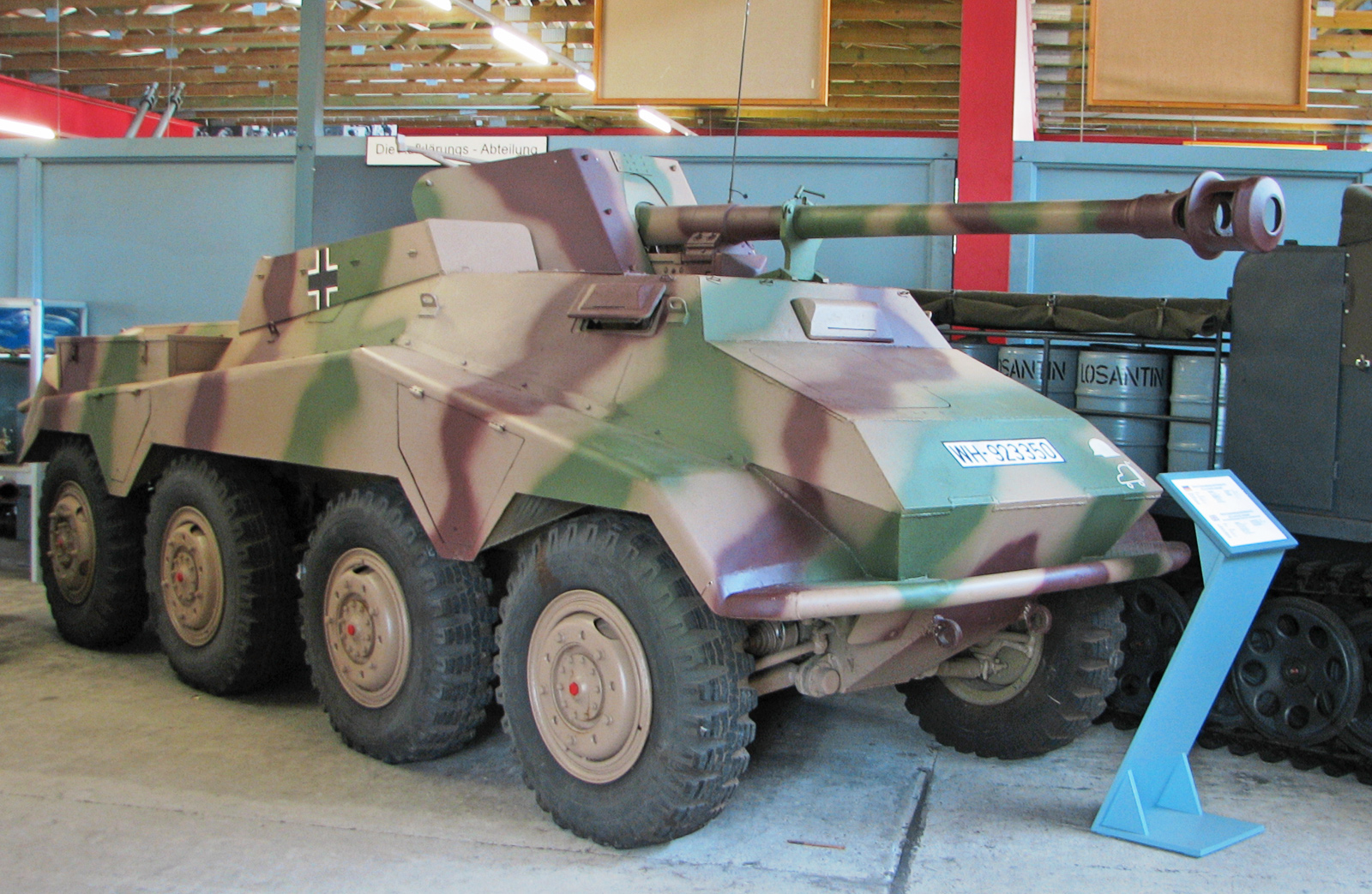
SdKfz. 234/4 Puma
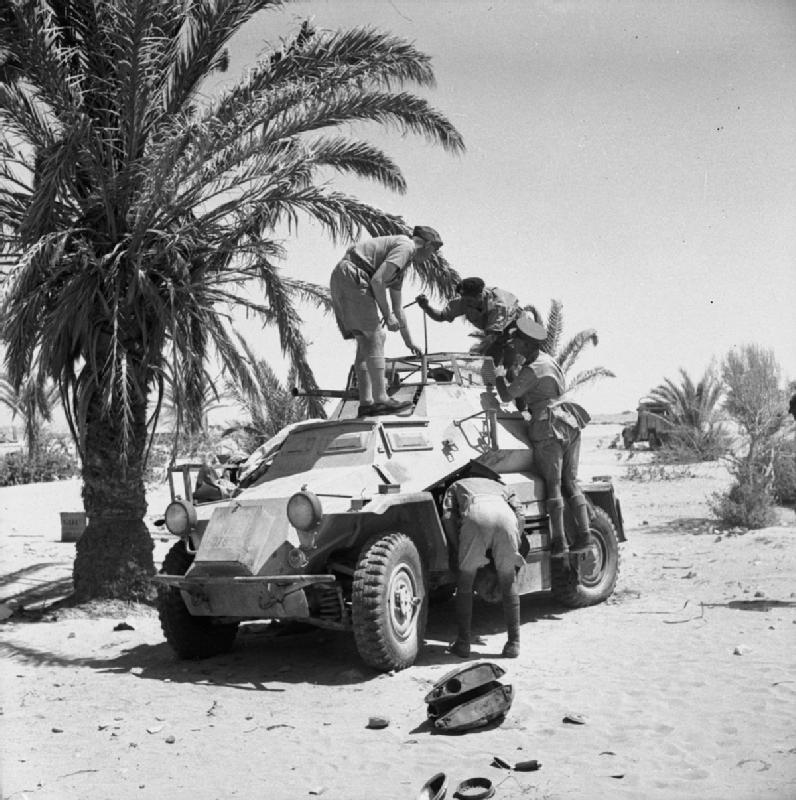
Sd.Kfz. 222
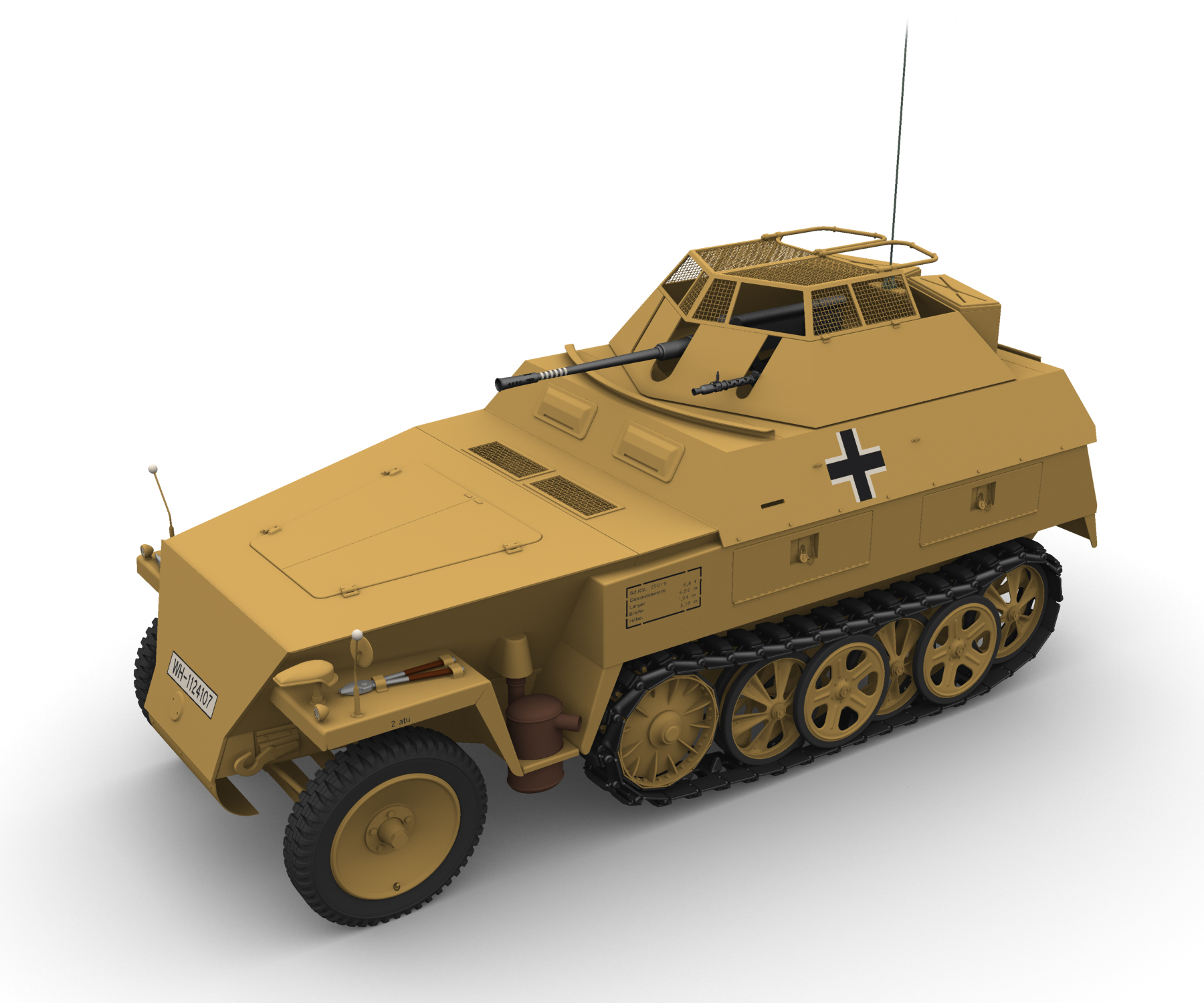
Sd.Kfz. 250/9
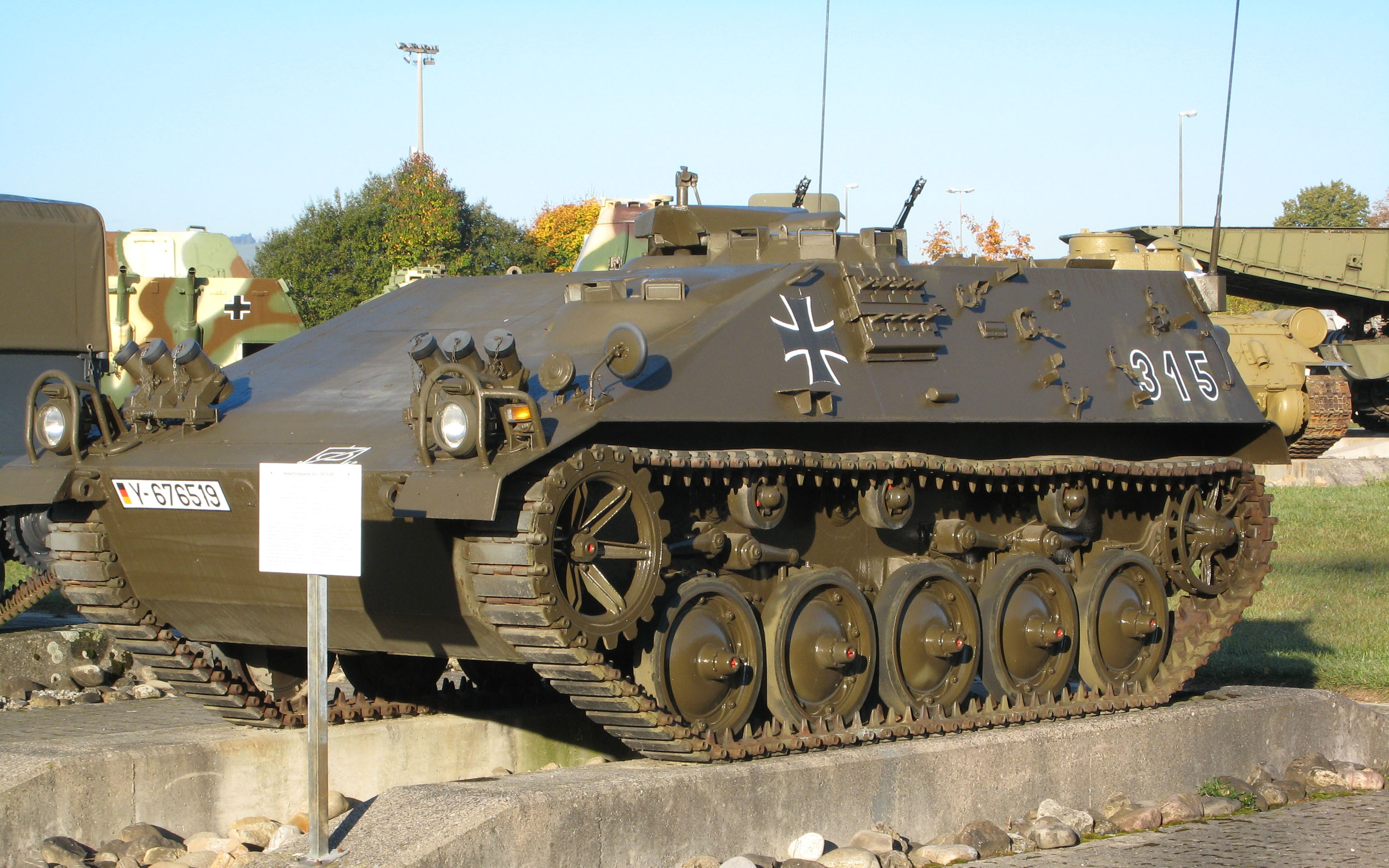
Schützenpanzer Kurz
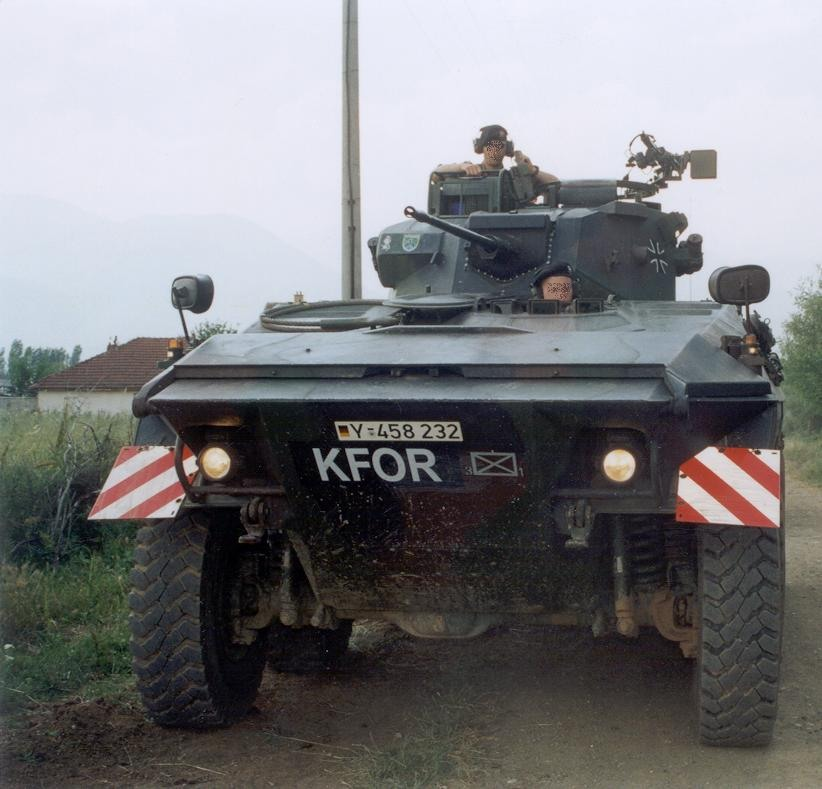
Luchs
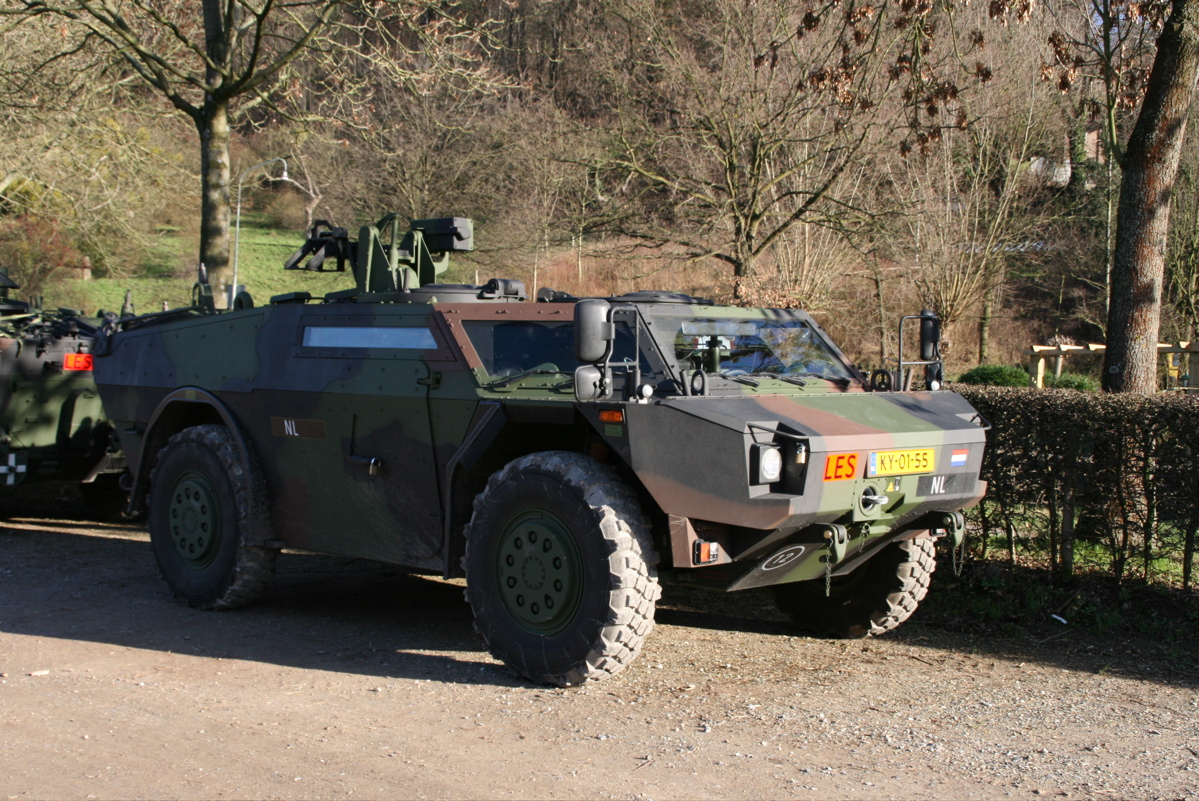
Fennek
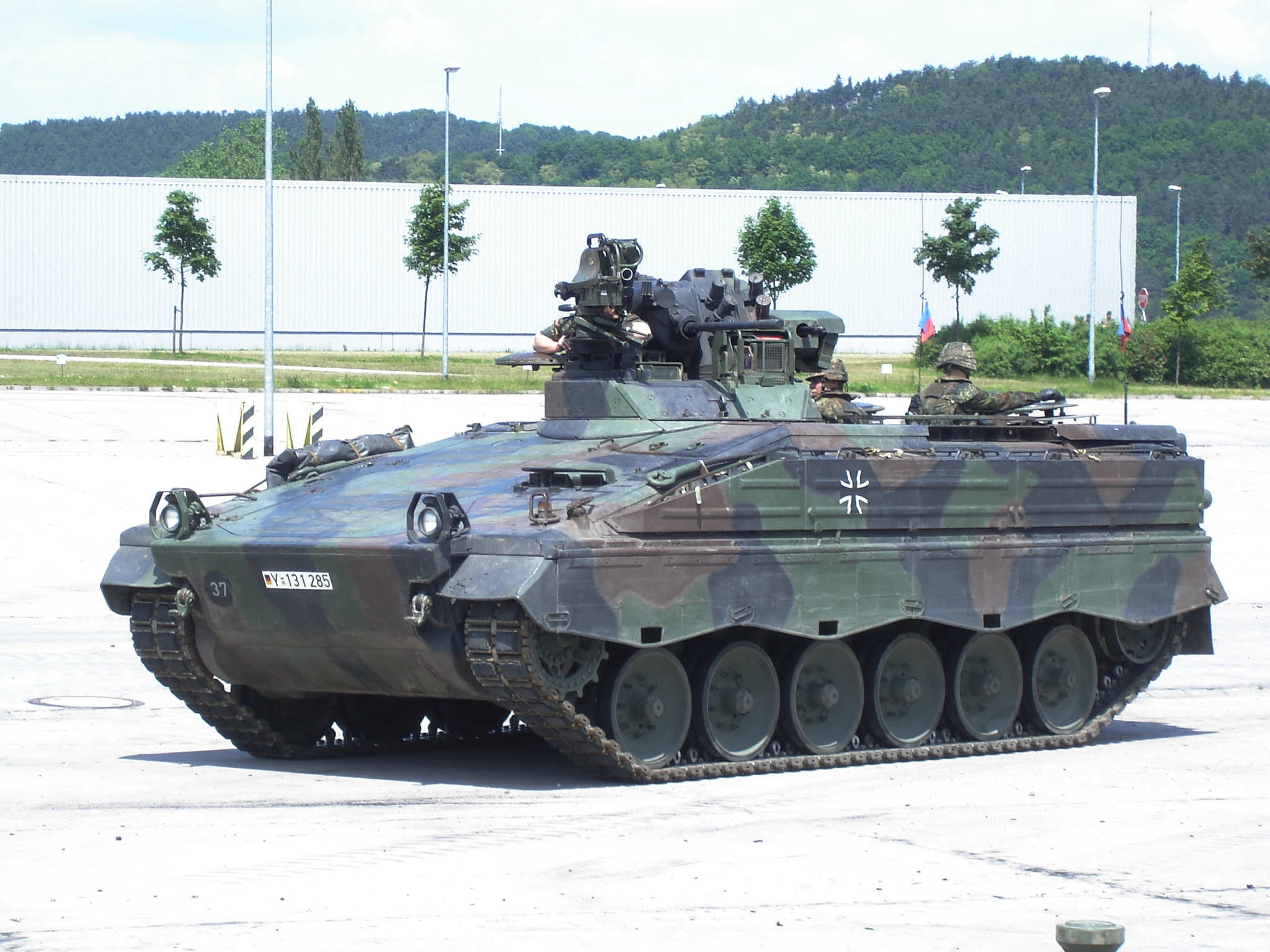
Marder 1

#### Prototypy pojazdów pancernych

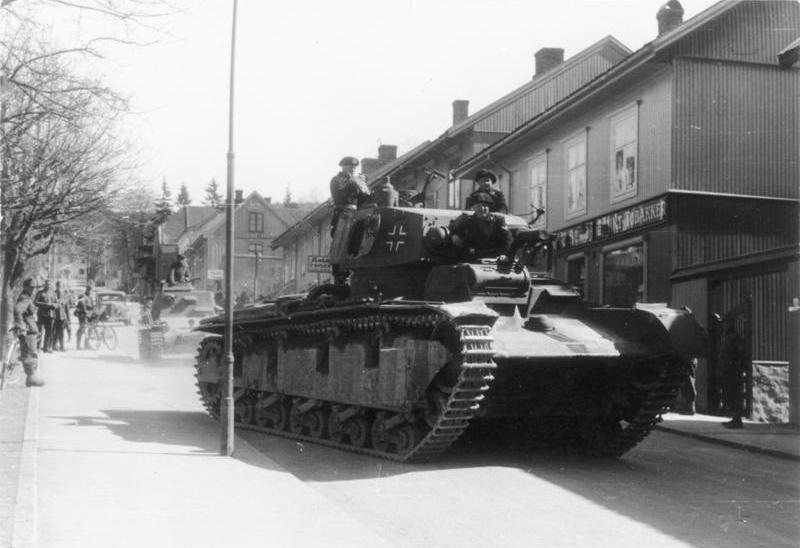
Neubaufahrzeug
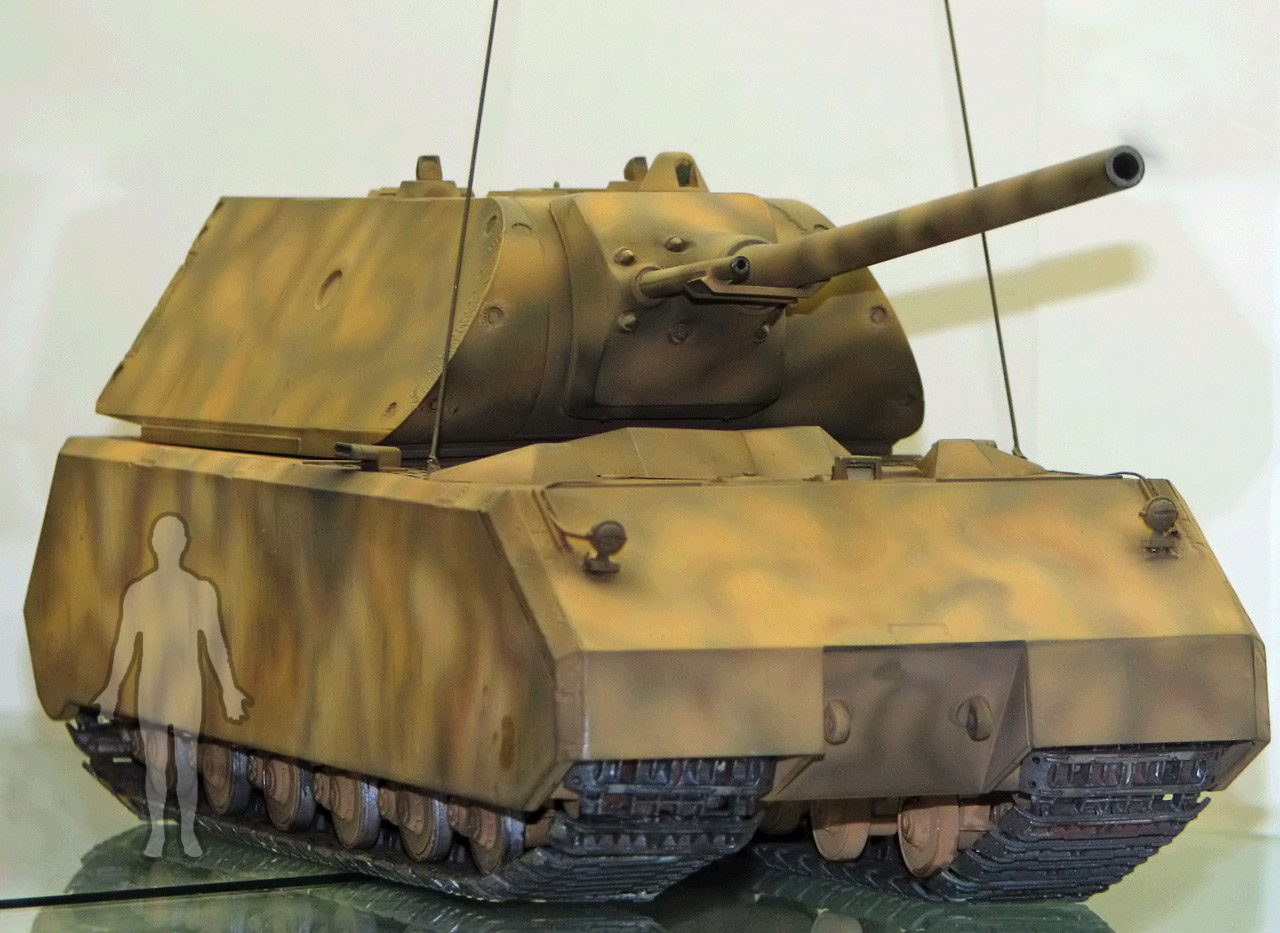
Maus (czołg)
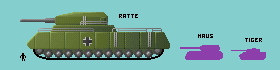
P-1000 Ratte
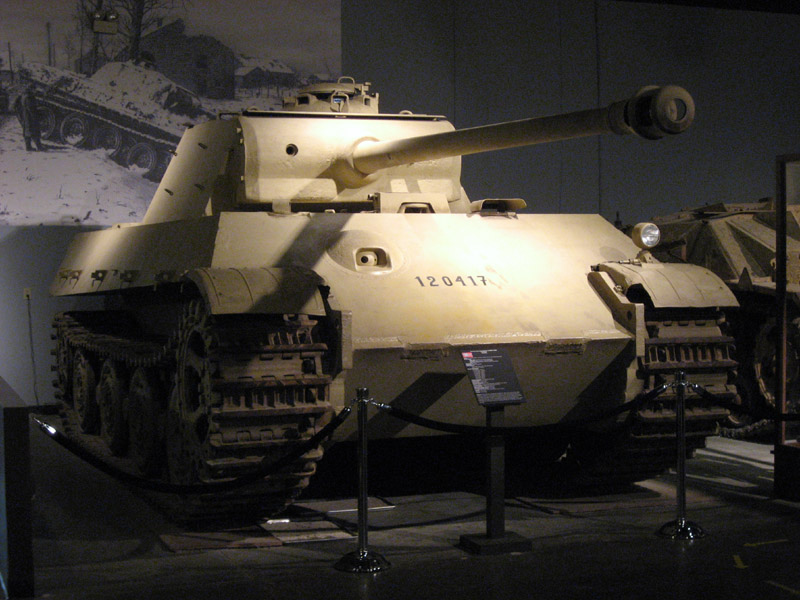
Panther II
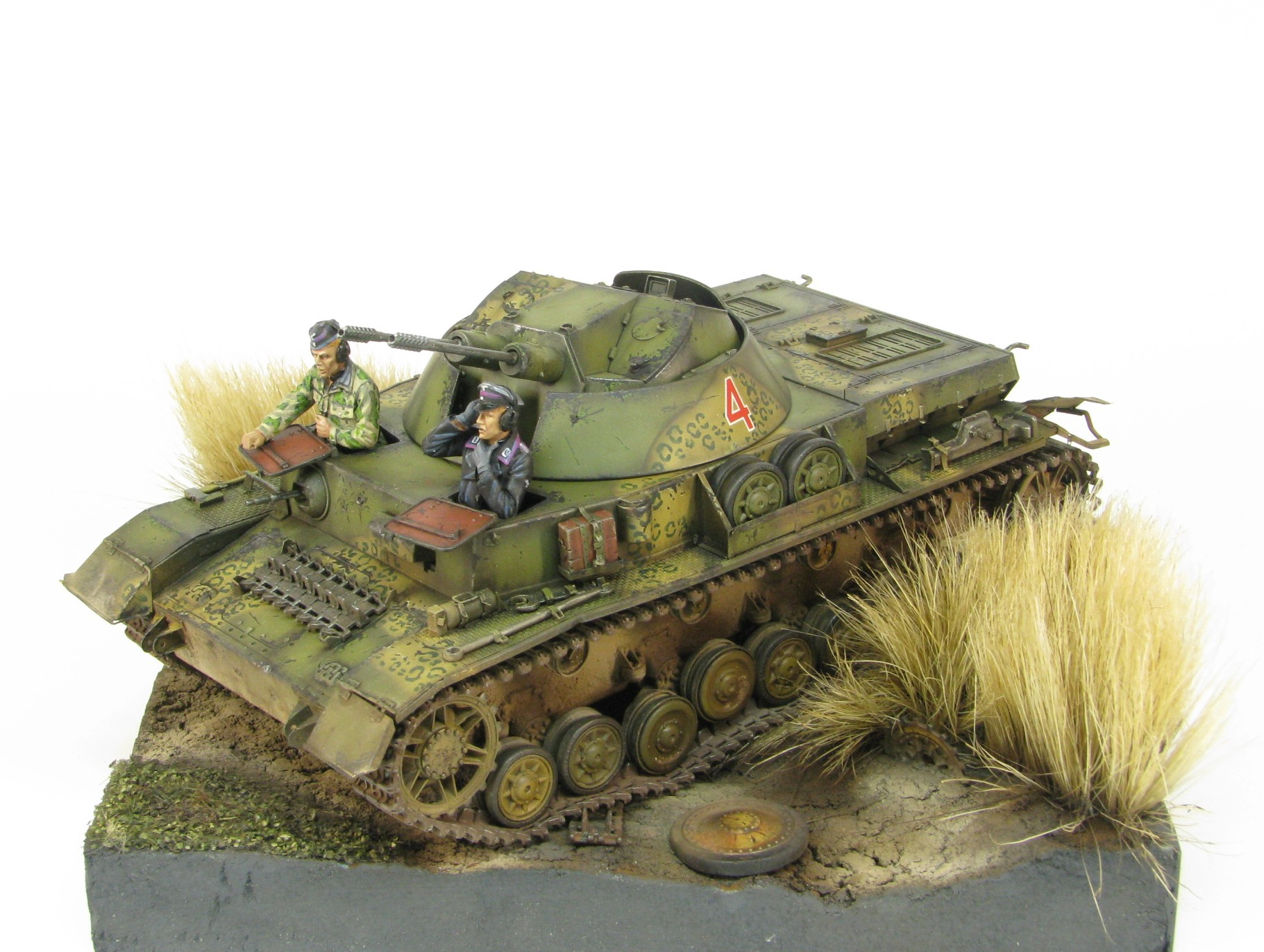
Kugelblitz